# 2020
| [ Edytuj tabelę ]                                                | |
| Prezydent Polski                                                 | - 2015 Andrzej Duda |
| Premier Polski                                                   | - 2017 Mateusz Morawiecki 2023 |
| Prezydent Abchazji                                               | - 2014 Raul Chadżymba 2020 - 2020 Walerij Bganba (p.o.) 2020 - 2020 Asłan Bżanija                                                               |
| Premier Abchazji                                                 | - 2018 Walerij Bganba 2020 - 2020 Aleksandr Ankwab                                                                                              |
| Prezydent Afganistanu                                            | - 2014 Aszraf Ghani 2021 |
| Premier Afganistanu                                              | - 2014 Abdullah Abdullah 2020 |
| Prezydent Albanii                                                | - 2017 Ilir Meta 2022 |
| Premier Albanii                                                  | - 2013 Edi Rama |
| Prezydent Algierii                                               | - 2019 Abdelmadjid Tebboune |
| Premier Algierii                                                 | - 2019 Abd al-Aziz Dżarad 2021 |
| Współksiążęta Andory                                             | - 2003 Joan Enric Vives Sicília 2025 - 2017 Emmanuel Macron                                                                                     |
| Premier Andory                                                   | - 2019 Xavier Espot Zamora |
| Prezydent Angoli                                                 | - 2017 João Lourenço |
| Premier Antigui i Barbudy                                        | - 2014 Gaston Browne |
| Król Arabii Saudyjskiej                                          | - 2015 Salman ibn Abd al-Aziz Al Su’ud |
| Prezydent Argentyny                                              | - 2019 Alberto Fernández 2023 |
| Prezydent Armenii                                                | - 2018 Armen Sarkisjan 2022 |
| Premier Armenii                                                  | - 2018 Nikol Paszinian |
| Premier Australii                                                | - 2018 Scott Morrison 2022 |
| Prezydent Austrii                                                | - 2017 Alexander Van der Bellen |
| Kanclerz Austrii                                                 | - 2019 Brigitte Bierlein 2020 - 2020 Sebastian Kurz 2021                                                                                        |
| Prezydent Azerbejdżanu                                           | - 2003 İlham Əliyev |
| Premier Azerbejdżanu                                             | - 2019 Əli Əsədov |
| Premier Bahamów                                                  | - 2017 Hubert Minnis 2021 |
| Król Bahrajnu                                                    | - 2002 Hamad ibn Isa Al Chalifa |
| Premier Bahrajnu                                                 | - 1970 Chalifa ibn Salman Al Chalifa 2020 - 2020 Salman ibn Hamad ibn Isa Al Chalifa                                                            |
| Prezydent Bangladeszu                                            | - 2013 Abdul Hamid 2023 |
| Premier Bangladeszu                                              | - 2009 Sheikh Hasina 2024 |
| Premier Barbadosu                                                | - 2018 Mia Mottley |
| Król Belgów                                                      | - 2013 Filip I |
| Premier Belgii                                                   | - 2019 Sophie Wilmès 2020 - 2020 Alexander De Croo 2025                                                                                         |
| Premier Belize                                                   | - 2008 Dean Barrow 2020 - 2020 Juan Antonio Briceño                                                                                             |
| Prezydent Beninu                                                 | - 2016 Patrice Talon |
| Król Bhutanu                                                     | - 2006 Jigme Khesar Namgyel Wangchuck |
| Premier Bhutanu                                                  | - 2018 Lotay Tshering 2023 |
| Prezydent Białorusi                                              | - 1994 Alaksandr Łukaszenka |
| Premier Białorusi                                                | - 2018 Siarhiej Rumas 2020 - 2020 Raman Hałouczenka 2025                                                                                        |
| Prezydent Boliwii                                                | - 2019 Jeanine Áñez 2020 - 2020 Luis Arce |
| Przewodniczący Prezydium Bośni i Hercegowiny                     | - 2018 Milorad Dodik 2020 - 2020 Šefik Džaferović 2020 - 2020 Milorad Dodik 2021                                                                |
| Premier Bośni i Hercegowiny                                      | - 2019 Zoran Tegeltija 2023 |
| Prezydent Botswany                                               | - 2018 Mokgweetsi Masisi 2024 |
| Prezydent Brazylii                                               | - 2019 Jair Bolsonaro 2023 |
| Sułtan Brunei                                                    | - 1967 Hassanal Bolkiah |
| Prezydent Bułgarii                                               | - 2017 Rumen Radew |
| Premier Bułgarii                                                 | - 2017 Bojko Borisow 2021 |
| Prezydent Burkiny Faso                                           | - 2015 Roch Marc Christian Kaboré 2022 |
| Premier Burkiny Faso                                             | - 2019 Christophe Joseph Marie Dabiré 2021 |
| Prezydent Burundi                                                | - 2005 Pierre Nkurunziza 2020 - 2020 Evariste Ndayishimiye                                                                                      |
| Premier Burundi                                                  | - 2020 Alain-Guillaume Bunyoni 2022 |
| Prezydent Chile                                                  | - 2018 Sebastián Piñera 2022 |
| Przewodniczący ChRL                                              | - 2013 Xi Jinping |
| Premier Chin                                                     | - 2013 Li Keqiang 2023 |
| Prezydent Chorwacji                                              | - 2015 Kolinda Grabar-Kitarović 2020 - 2020 Zoran Milanović                                                                                     |
| Premier Chorwacji                                                | - 2016 Andrej Plenković |
| Prezydent Cypru                                                  | - 2013 Nikos Anastasiadis 2023 |
| Prezydent Cypru Północnego                                       | - 2015 Mustafa Akıncı 2020 - 2020 Ersin Tatar                                                                                                   |
| Prezydent Czadu                                                  | - 1990 Idriss Déby 2021 |
| Premier Czadu                                                    | - 2018 urząd zniesiony 2021 |
| Prezydent Czarnogóry                                             | - 2018 Milo Đukanović 2023 |
| Premier Czarnogóry                                               | - 2016 Duško Marković 2020 - 2020 Zdravko Krivokapić 2022                                                                                       |
| Prezydent Czech                                                  | - 2013 Miloš Zeman 2023 |
| Premier Czech                                                    | - 2017 Andrej Babiš 2021 |
| Król Danii                                                       | - 1972 Małgorzata II 2024 |
| Premier Danii                                                    | - 2019 Mette Frederiksen |
| Prezydent DR Konga                                               | - 2019 Félix Tshisekedi |
| Premier DR Konga                                                 | - 2019 Sylvestre Ilunga 2021 |
| Dalajlama                                                        | - 1940 Tenzin Gjaco |
| Prezydent Dominikany                                             | - 2012 Danilo Medina 2020 - 2020 Luis Abinader                                                                                                  |
| Prezydent Dominiki                                               | - 2013 Charles Savarin 2023 |
| Premier Dominiki                                                 | - 2004 Roosevelt Skerrit |
| Prezydent Dżibuti                                                | - 1999 Ismail Omar Guelleh |
| Premier Dżibuti                                                  | - 2013 Abdoulkader Kamil Mohamed |
| Prezydent Egiptu                                                 | - 2014 Abd al-Fattah as-Sisi |
| Premier Egiptu                                                   | - 2018 Mustafa Madbuli |
| Prezydent Ekwadoru                                               | - 2017 Lenín Moreno 2021 |
| Prezydent Erytrei                                                | - 1993 Isajas Afewerki |
| Prezydent Estonii                                                | - 2016 Kersti Kaljulaid 2021 |
| Premier Estonii                                                  | - 2016 Jüri Ratas 2021 |
| Król Eswatini                                                    | - 2018 Ntombi (współpanująca) - 2018 Mswati III                                                                                                 |
| Premier Eswatini                                                 | - 2018 Ambrose Mandvulo Dlamini 2020 - 2020 Themba Masuku (p.o.) 2021                                                                           |
| Prezydent Etiopii                                                | - 2018 Sahle-Work Zewde |
| Premier Etiopii                                                  | - 2018 Abiy Ahmed Ali |
| Przew. Komisji Europejskiej                                      | - 2019 Ursula von der Leyen (Niemcy) |
| Przew. Rady Europejskiej                                         | - 2019 Charles Michel (Belgia) 2024 |
| Prezydent Fidżi                                                  | - 2015 George Konrote 2021 |
| Premier Fidżi                                                    | - 2007 Frank Bainimarama 2022 |
| Prezydent Filipin                                                | - 2016 Rodrigo Duterte 2022 |
| Prezydent Finlandii                                              | - 2012 Sauli Niinistö 2024 |
| Premier Finlandii                                                | - 2019 Sanna Marin 2023 |
| Prezydent Francji                                                | - 2017 Emmanuel Macron |
| Premier Francji                                                  | - 2017 Édouard Philippe 2020 - 2020 Jean Castex 2022                                                                                            |
| Prezydent Gabonu                                                 | - 2009 Ali Bongo Ondimba 2023 |
| Premier Gabonu                                                   | - 2019 Julien Nkoghe Bekale 2020 - 2020 Rose Christiane Raponda 2023                                                                            |
| Prezydent Gambii                                                 | - 2017 Adama Barrow |
| Prezydent Ghany                                                  | - 2017 Nana Akufo-Addo 2025 |
| Prezydent Grecji                                                 | - 2015 Prokopis Pawlopulos 2020 - 2020 Ekaterini Sakielaropulu 2025                                                                             |
| Premier Grecji                                                   | - 2019 Kiriakos Mitsotakis 2023 |
| Premier Grenady                                                  | - 2013 Keith Mitchell 2022 |
| Prezydent Gruzji                                                 | - 2018 Salome Zurabiszwili 2024 |
| Premier Gruzji                                                   | - 2019 Giorgi Gacharia 2021 |
| Prezydent Gujany                                                 | - 2015 David Granger 2020 - 2020 Irfaan Ali |
| Premier Gujany                                                   | - 2015 Moses Nagamootoo 2020 - 2020 Mark Phillips                                                                                               |
| Prezydent Gwatemali                                              | - 2016 Jimmy Morales 2020 - 2020 Alejandro Giammattei 2024                                                                                      |
| Prezydent Gwinei                                                 | - 2010 Alpha Condé 2021 |
| Premier Gwinei                                                   | - 2018 Ibrahima Kassory Fofana 2021 |
| Prezydent Gwinei Bissau                                          | - 2014 José Mário Vaz 2020 - 2020 Umaro Sissoco Embaló                                                                                          |
| Premier Gwinei Bissau                                            | - 2019 Aristides Gomes 2020 - 2020 Nuno Gomes Nabiam 2023                                                                                       |
| Prezydent Gwinei Równikowej                                      | - 1979 Teodoro Obiang Nguema Mbasogo |
| Premier Gwinei Równikowej                                        | - 2016 Francisco Pascual Obama Asue 2023 |
| Prezydent Haiti                                                  | - 2017 Jovenel Moïse 2021 |
| Premier Haiti                                                    | - 2019 Fritz William Michel 2020 - 2020 Joseph Joutel 2021                                                                                      |
| Król Hiszpanii                                                   | - 2014 Filip VI |
| Premier Hiszpanii                                                | - 2018 Pedro Sánchez |
| Król Holandii                                                    | - 2013 Wilhelm-Aleksander |
| Premier Holandii                                                 | - 2010 Mark Rutte 2024 |
| Prezydent Hondurasu                                              | - 2014 Juan Orlando Hernández 2022 |
| Najwyższy przywódca Iranu                                        | - 1989 Ali Chamenei |
| Prezydent Iranu                                                  | - 2013 Hasan Rouhani 2021 |
| Prezydent Iraku                                                  | - 2018 Barham Salih 2022 |
| Premier Iraku                                                    | - 2018 Adil Abd al-Mahdi 2020 - 2020 Mustafa al-Kazimi 2022                                                                                     |
| Prezydent Indii                                                  | - 2017 Ram Nath Kovind 2022 |
| Premier Indii                                                    | - 2014 Narendra Modi |
| Prezydent Indonezji                                              | - 2014 Joko Widodo 2024 |
| Prezydent Irlandii                                               | - 2011 Michael D. Higgins |
| Premier Irlandii                                                 | - 2017 Leo Varadkar 2020 - 2020 Micheál Martin 2022                                                                                             |
| Prezydent Islandii                                               | - 2016 Guðni Th. Jóhannesson 2024 |
| Premier Islandii                                                 | - 2017 Katrín Jakobsdóttir 2024 |
| Prezydent Izraela                                                | - 2014 Re’uwen Riwlin 2021 |
| Premier Izraela                                                  | - 2009 Binjamin Netanjahu 2021 |
| Premier Jamajki                                                  | - 2016 Andrew Holness |
| Cesarz Japonii                                                   | - 2019 Naruhito |
| Premier Japonii                                                  | - 2012 Shinzō Abe 2020 - 2020 Yoshihide Suga 2021                                                                                               |
| Prezydent Jemenu                                                 | - 2012 Abd Rabbuh Mansur Hadi 2022 |
| Król Jordanii                                                    | - 1999 Abd Allah II |
| Premier Jordanii                                                 | - 2018 Umar ar-Razzaz 2020 - 2020 Biszr al-Chasawina 2024                                                                                       |
| Król Kambodży                                                    | - 2004 Norodom Sihamoni |
| Premier Kambodży                                                 | - 1993 Hun Sen 2023 |
| Prezydent Kamerunu                                               | - 1982 Paul Biya |
| Premier Kamerunu                                                 | - 2019 Joseph Ngute |
| Premier Kanady                                                   | - 2015 Justin Trudeau 2025 |
| Prezydent Górskiego Karabachu                                    | - 2007 Bako Sahakian 2020 - 2020 Arajik Harutiunian 2023                                                                                        |
| Emir Kataru                                                      | - 2013 Tamim ibn Hamad |
| Premier Kataru                                                   | - 2013 Abd Allah ibn Nasir ibn Chalifa 2020 - 2020 Chalid ibn Chalifa ibn Abd al-Aziz Al Sani 2023                                              |
| Prezydent Kazachstanu                                            | - 2019 Kasym-Żomart Tokajew |
| Premier Kazachstanu                                              | - 2019 Askar Mamin 2022 |
| Prezydent Kenii                                                  | - 2013 Uhuru Kenyatta 2022 |
| Prezydent Kirgistanu                                             | - 2017 Sooronbaj Dżeenbekow 2020 - 2020 Sadyr Dżaparow (p.o.) 2020 - 2020 Talant Mamytow (p.o.) 2021                                            |
| Premier Kirgistanu                                               | - 2018 Muchammedkałyj Abyłgazijew 2020 - 2020 Kubatbek Boronow 2020 - 2020 Sadyr Dżaparow 2020 - 2020 Artem Nowikow (p.o.) 2021                 |
| Prezydent Kiribati                                               | - 2016 Taneti Maamau |
| Prezydent Kolumbii                                               | - 2018 Iván Duque Márquez 2022 |
| Prezydent Konga                                                  | - 1997 Denis Sassou-Nguesso |
| Premier Konga                                                    | - 2016 Clément Mouamba 2021 |
| Patriarcha Konstantynopola                                       | - 1991 Bartłomiej I |
| Prezydent Korei Południowej                                      | - 2017 Mun Jae-in 2022 |
| Premier Korei Południowej                                        | - 2017 Lee Nak-yeon 2020 - 2020 Chung Sye-kyun 2021                                                                                             |
| Przewodniczący Komisji Spraw Państwowych KRLD                    | - 2019 Kim Dzong Un |
| Najwyższy Przywódca KRLD                                         | - 2011 Kim Dzong Un |
| Premier KRLD                                                     | - 2019 Kim Jae Ryong 2020 - 2020 Kim Tok-hun 2024                                                                                               |
| Prezydent Kosowa                                                 | - 2016 Hashim Thaçi 2020 - 2020 Vjosa Osmani (p.o.) 2021                                                                                        |
| Premier Kosowa                                                   | - 2017 Ramush Haradinaj 2020 - 2020 Albin Kurti 2020 - 2020 Avdullah Hoti 2021                                                                  |
| Prezydent Kostaryki                                              | - 2018 Carlos Alvarado Quesada 2022 |
| Prezydent Kuby                                                   | - 2019 Miguel Díaz-Canel |
| Premier Kuby                                                     | - 2019 Manuel Marrero Cruz |
| Emir Kuwejtu                                                     | - 2006 Sabah IV 2020 - 2020 Nawwaf 2023 |
| Premier Kuwejtu                                                  | - 2019 Sabah al-Chalid as-Sabah 2022 |
| Prezydent Laosu                                                  | - 2016 Boungnang Vorachith 2021 |
| Król Lesotho                                                     | - 1996 Letsie III |
| Premier Lesotho                                                  | - 2017 Tom Thabane 2020 - 2020 Moeketsi Majoro 2022                                                                                             |
| Prezydent Libanu                                                 | - 2016 Michel Aoun 2022 |
| Premier Libanu                                                   | - 2016 Sad al-Hariri 2020 - 2020 Hassan Dijab 2021                                                                                              |
| Prezydent Liberii                                                | - 2018 George Weah 2024 |
| Przywódca Libii                                                  | - 2016 Fajiz as-Sarradż 2021 |
| Premier Libii                                                    | - 2014 Abd Allah as-Sani 2021 - 2016 Fajiz as-Sarradż 2021                                                                                      |
| Książę Liechtensteinu                                            | - 1989 Jan Adam II |
| Premier Liechtensteinu                                           | - 2013 Adrian Hasler 2021 |
| Prezydent Litwy                                                  | - 2019 Gitanas Nausėda |
| Premier Litwy                                                    | - 2016 Saulius Skvernelis 2020 - 2020 Ingrida Šimonytė 2024                                                                                     |
| Wielki książę Luksemburga                                        | - 2000 Henryk |
| Premier Luksemburga                                              | - 2013 Xavier Bettel 2023 |
| Prezydent Łotwy                                                  | - 2019 Egils Levits 2024 |
| Premier Łotwy                                                    | - 2019 Arturs Krišjānis Kariņš 2023 |
| Prezydent Macedonii Północnej                                    | - 2019 Stewo Pendarowski 2024 |
| Premier Macedonii Północnej                                      | - 2019 Zoran Zaew 2020 - 2020 Oliwer Spasowski 2020 - 2020 Zoran Zaew 2022                                                                      |
| Prezydent Madagaskaru                                            | - 2019 Andry Rajoelina 2023 |
| Premier Madagaskaru                                              | - 2018 Christian Ntsay |
| Prezydent Malawi                                                 | - 2014 Peter Mutharika 2020 - 2020 Lazarus Chakwera                                                                                             |
| Prezydent Malediwów                                              | - 2018 Ibrahim Mohamed Solih 2023 |
| Król Malezji                                                     | - 2019 Abdullah 2024 |
| Premier Malezji                                                  | - 2018 Mahathir bin Mohamad 2020 - 2020 Muhyiddin Yassin 2021                                                                                   |
| Prezydent Mali                                                   | - 2013 Ibrahim Boubacar Keïta 2020 - 2020 Assimi Goita (p.o.) 2020 - 2020 Ba N’Daou (p.o) 2021                                                  |
| Premier Mali                                                     | - 2019 Boubou Cissé 2020 - 2020 Moctar Ouane (p.o.) 2021                                                                                        |
| Prezydent Malty                                                  | - 2019 George Vella 2024 |
| Premier Malty                                                    | - 2013 Joseph Muscat 2020 - 2020 Robert Abela                                                                                                   |
| Król Maroka                                                      | - 1999 Muhammad VI |
| Premier Maroka                                                   | - 2017 Sad ad-Din al-Usmani 2021 |
| Prezydent Mauretanii                                             | - 2019 Muhammad wuld al-Ghazwani |
| Premier Mauretanii                                               | - 2019 Isma’il wuld Bidda wuld asz-Szajch Sidija 2020 - 2020 Muhammad wuld Bilal 2024                                                           |
| Prezydent Mauritiusa                                             | - 2019 Prithvirajsing Roopun 2024 |
| Premier Mauritiusa                                               | - 2017 Pravind Jugnauth 2024 |
| Prezydent Meksyku                                                | - 2018 Andrés Manuel López Obrador 2024 |
| Prezydent Mikronezji                                             | - 2019 David W. Panuelo 2023 |
| Prezydent Mjanmy                                                 | - 2018 Win Myint 2021 |
| Premier Mjanmy                                                   | - 2016 Aung San Suu Kyi 2021 |
| Prezydent Mołdawii                                               | - 2016 Igor Dodon 2020 - 2020 Maia Sandu |
| Premier Mołdawii                                                 | - 2019 Ion Chicu 2020 - 2020 Aureliu Ciocoi (p.o.) 2021                                                                                         |
| Książę Monako                                                    | - 2005 Albert II |
| Minister stanu Monako                                            | - 2016 Serge Telle 2020 - 2020 Pierre Dartout 2024                                                                                              |
| Prezydent Mongolii                                               | - 2017 Chaltmaagijn Battulga 2021 |
| Premier Mongolii                                                 | - 2017 Uchnaagijn Chürelsüch 2021 |
| Prezydent Mozambiku                                              | - 2015 Filipe Nyusi 2025 |
| Premier Mozambiku                                                | - 2015 Carlos Agostinho do Rosário 2022 |
| Prezydent Naddniestrza                                           | - 2016 Wadim Krasnosielski |
| Prezydent Namibii                                                | - 2015 Hage Geingob 2024 |
| Premier Namibii                                                  | - 2015 Saara Kuugongelwa 2025 |
| Sekretarz generalny NATO                                         | - 2014 Jens Stoltenberg (Norwegia) 2024 |
| Prezydent Nauru                                                  | - 2019 Lionel Aingimea 2022 |
| Prezydent Nepalu                                                 | - 2015 Bidhya Devi Bhandari 2023 |
| Premier Nepalu                                                   | - 2018 Khadga Prasad Oli 2021 |
| Prezydent Niemiec                                                | - 2017 Frank-Walter Steinmeier |
| Kanclerz Niemiec                                                 | - 2005 Angela Merkel 2021 |
| Prezydent Nigru                                                  | - 2011 Mahamadou Issoufou 2021 |
| Premier Nigru                                                    | - 2011 Brigi Rafini 2021 |
| Prezydent Nigerii                                                | - 2015 Muhammadu Buhari 2023 |
| Prezydent Nikaragui                                              | - 2007 Daniel Ortega 2025 |
| Król Norwegii                                                    | - 1991 Harald V |
| Premier Norwegii                                                 | - 2013 Erna Solberg 2021 |
| Premier Nowej Zelandii                                           | - 2017 Jacinda Ardern 2023 |
| Prezydent Osetii Południowej                                     | - 2017 Anatolij Bibiłow 2022 |
| Sułtan Omanu                                                     | - 1970 Kabus ibn Sa’id 2020 - 2020 Hajsam ibn Tarik Al Sa’id                                                                                    |
| Sekretarz generalny ONZ                                          | - 2017 António Guterres (Portugalia) |
| Prezydent Pakistanu                                              | - 2018 Arif Alvi 2024 |
| Premier Pakistanu                                                | - 2018 Imran Khan 2022 |
| Prezydent Palau                                                  | - 2013 Tommy Remengesau 2021 |
| Prezydent Palestyny                                              | - 2013 Mahmud Abbas |
| Premier Palestyny                                                | - 2019 Mohammed Sztajeh 2024 |
| Prezydent Panamy                                                 | - 2019 Laurentino Cortizo 2024 |
| Papież                                                           | - 2013 Franciszek 2025 |
| Premier Papui-Nowej Gwinei                                       | - 2019 James Marape |
| Prezydent Paragwaju                                              | - 2018 Mario Abdo Benítez 2023 |
| Prezydent Peru                                                   | - 2018 Martín Vizcarra 2020 - 2020 Manuel Merino (p.o.) 2020 - 2020 Francisco Sagasti 2021                                                      |
| Premier Peru                                                     | - 2019 Vicente Zeballos 2020 - 2020 Pedro Cateriano 2020 - 2020 Walter Martos 2020 - 2020 Ántero Flores Aráoz 2020 - 2020 Violeta Bermúdez 2021 |
| Prezydent Południowej Afryki                                     | - 2018 Cyril Ramaphosa |
| Prezydent Portugalii                                             | - 2016 Marcelo Rebelo de Sousa |
| Premier Portugalii                                               | - 2015 António Costa 2024 |
| Sekretarz generalny Rady Europy                                  | - 2019 Marija Pejčinović Burić (Chorwacja) 2024                                                                                                 |
| Prezydent Republiki Środkowoafrykańskiej                         | - 2016 Faustin-Archange Touadéra |
| Premier Republiki Środkowoafrykańskiej                           | - 2019 Firmin Ngrébada 2021 |
| Prezydent Republiki Zielonego Przylądka                          | - 2011 Jorge Carlos Fonseca 2021 |
| Premier Republiki Zielonego Przylądka                            | - 2016 Ulisses Correia e Silva |
| Prezydent Rosji                                                  | - 2012 Władimir Putin |
| Premier Rosji                                                    | - 2012 Dmitrij Miedwiediew 2020 - 2020 Michaił Miszustin                                                                                        |
| Prezydent Rumunii                                                | - 2014 Klaus Iohannis 2025 |
| Premier Rumunii                                                  | - 2019 Ludovic Orban 2020 - 2020 Nicolae Ciucă (p.o.) 2020 - 2020 Florin Cîțu 2021                                                              |
| Prezydent Rwandy                                                 | - 2000 Paul Kagame |
| Premier Rwandy                                                   | - 2017 Édouard Ngirente 2025 |
| Premier Saint Kitts i Nevis                                      | - 2015 Timothy Harris 2022 |
| Premier Saint Lucia                                              | - 2016 Allen Chastanet 2021 |
| Premier Saint Vincent i Grenadyn                                 | - 2001 Ralph Gonsalves |
| Prezydent Salwadoru                                              | - 2019 Nayib Bukele 2023 |
| O le Ao o le Malo Samoa                                          | - 2017 Tuimalealiʻifano Vaʻaletoa Sualauvi II                                                                                                   |
| Premier Samoa                                                    | - 1998 Tuilaʻepa Sailele Malielegaoi 2021 |
| Kapitanowie Regenci San Marino                                   | - 2019 Luca Boschi Mariella Mularoni 2020 - 2020 Alessandro Mancini Grazia Zafferani 2020 - 2020 Alessandro Cardelli Mirko Dolcini 2021         |
| Sekretarz Stanu do spraw Politycznych i Zagranicznych San Marino | - 2016 Nicola Renzi 2020 - 2020 Luca Beccari |
| Prezydent Senegalu                                               | - 2012 Macky Sall 2024 |
| Prezydent Serbii                                                 | - 2017 Aleksandar Vučić |
| Premier Serbii                                                   | - 2017 Ana Brnabić 2024 |
| Prezydent Seszeli                                                | - 2016 Danny Faure 2020 - 2020 Wavel Ramkalawan                                                                                                 |
| Prezydent Sierra Leone                                           | - 2018 Julius Maada Bio |
| Premier Sierra Leone                                             | - 2018 David J. Francis 2021 |
| Prezydent Singapuru                                              | - 2017 Halimah Yacob 2023 |
| Premier Singapuru                                                | - 2004 Lee Hsien Loong 2024 |
| Prezydent Słowacji                                               | - 2019 Zuzana Čaputová 2024 |
| Premier Słowacji                                                 | - 2018 Peter Pellegrini 2020 - 2020 Igor Matovič 2021                                                                                           |
| Prezydent Słowenii                                               | - 2012 Borut Pahor 2022 |
| Premier Słowenii                                                 | - 2018 Marjan Šarec 2020 - 2020 Janez Janša 2022                                                                                                |
| Prezydent Somalii                                                | - 2017 Mohamed Abdullahi Mohamed 2022 |
| Premier Somalii                                                  | - 2017 Hassan Ali Khayre 2020 - 2020 Mahdi Mohammed Gulaid (p.o.) 2020 - 2020 Mohamed Hussein Roble 2022                                        |
| Prezydent Sri Lanki                                              | - 2019 Gotabaya Rajapaksa 2022 |
| Premier Sri Lanki                                                | - 2019 Mahinda Rajapaksa 2022 |
| Przewodniczący Rady Suwerennej Sudanu                            | - 2019 Abd al-Fattah Abd ar-Rahman al-Burhan |
| Premier Sudanu                                                   | - 2019 Abd Allah Hamduk 2021 |
| Prezydent Sudanu Południowego                                    | - 2011 Salva Kiir Mayardit |
| Prezydent Surinamu                                               | - 2010 Dési Bouterse 2020 - 2020 Chan Santokhi 2025                                                                                             |
| Prezydent Syrii                                                  | - 2000 Baszszar al-Asad 2024 |
| Premier Syrii                                                    | - 2016 Imad Chamis 2020 - 2020 Husajn Arnus 2024                                                                                                |
| Prezydent Szwajcarii                                             | - 2020 Simonetta Sommaruga 2020 |
| Król Szwecji                                                     | - 1973 Karol XVI Gustaw |
| Premier Szwecji                                                  | - 2014 Stefan Löfven 2021 |
| Prezydent Tadżykistanu                                           | - 1994 Emomali Rahmon |
| Premier Tadżykistanu                                             | - 2013 Kohir Rasulzoda |
| Król Tajlandii                                                   | - 2016 Maha Vajiralongkorn |
| Premier Tajlandii                                                | - 2014 Prayuth Chan-ocha 2023 |
| Prezydent Tajwanu                                                | - 2016 Tsai Ing-wen 2024 |
| Prezydent Tanzanii                                               | - 2015 John Magufuli 2021 |
| Premier Tanzanii                                                 | - 2015 Kassim Majaliwa |
| Prezydent Timoru Wschodniego                                     | - 2017 Francisco Guterres 2022 |
| Premier Timoru Wschodniego                                       | - 2018 Taur Matan Ruak 2023 |
| Prezydent Togo                                                   | - 2005 Faure Gnassingbé 2025 |
| Premier Togo                                                     | - 2015 Komi Sélom Klassou 2020 - 2020 Victoire Tomegah Dogbé 2025                                                                               |
| Król Tonga                                                       | - 2012 Tupou VI |
| Premier Tonga                                                    | - 2019 Pōhiva Tuʻiʻonetoa 2021 |
| Prezydent Trynidadu i Tobago                                     | - 2018 Paula-Mae Weekes 2023 |
| Premier Trynidadu i Tobago                                       | - 2015 Keith Rowley 2025 |
| Prezydent Tunezji                                                | - 2019 Kais Saied |
| Premier Tunezji                                                  | - 2016 Jusuf asz-Szahid 2020 - 2020 Iljas al-Fachfach 2020 - 2020 Hiszam Masziszi 2021                                                          |
| Prezydent Turcji                                                 | - 2014 Recep Tayyip Erdoğan |
| Prezydent Turkmenistanu                                          | - 2006 Gurbanguly Berdimuhamedow 2022 |
| Prezydent Ugandy                                                 | - 1986 Yoweri Museveni |
| Premier Ugandy                                                   | - 2014 Ruhakana Rugunda 2021 |
| Prezydent Ukrainy                                                | - 2019 Wołodymyr Zełenski |
| Premier Ukrainy                                                  | - 2019 Ołeksij Honczaruk 2020 - 2020 Denys Szmyhal 2025                                                                                         |
| Prezydent Urugwaju                                               | - 2015 Tabaré Vázquez 2020 - 2020 Luis Lacalle Pou 2025                                                                                         |
| Prezydent USA                                                    | - 2017 Donald Trump 2021 |
| Prezydent Uzbekistanu                                            | - 2016 Shavkat Mirziyoyev |
| Premier Uzbekistanu                                              | - 2016 Abdulla Aripov |
| Prezydent Vanuatu                                                | - 2017 Tallis Obed Moses 2022 |
| Premier Vanuatu                                                  | - 2016 Charlot Salwai 2020 - 2020 Bob Loughman 2022                                                                                             |
| Prezydent Wenezueli                                              | - 2013 Nicolás Maduro |
| Prezydent Węgier                                                 | - 2012 János Áder 2022 |
| Premier Węgier                                                   | - 2010 Viktor Orbán |
| Monarcha Wielkiej Brytanii                                       | - 1952 Elżbieta II 2022 |
| Premier Wielkiej Brytanii                                        | - 2019 Boris Johnson 2022 |
| Prezydent Wietnamu                                               | - 2018 Nguyễn Phú Trọng 2021 |
| Premier Wietnamu                                                 | - 2016 Nguyễn Xuân Phúc 2021 |
| Prezydent Włoch                                                  | - 2015 Sergio Mattarella |
| Premier Włoch                                                    | - 2018 Giuseppe Conte 2021 |
| Prezydent WKS                                                    | - 2010 Alassane Ouattara |
| Premier WKS                                                      | - 2017 Amadou Gon Coulibaly 2020 - 2020 Hamed Bakayoko 2021                                                                                     |
| Prezydent Wysp Marshalla                                         | - 2016 Hilda Heine 2020 - 2020 David Kabua 2024                                                                                                 |
| Prezydent Wysp Świętego Tomasza i Książęcej                      | - 2016 Evaristo Carvalho 2021 |
| Prezydent Zambii                                                 | - 2015 Edgar Lungu 2021 |
| Prezydent Zimbabwe                                               | - 2017 Emmerson Mnangagwa |
| Prezydent ZEA                                                    | - 2004 Chalifa ibn Zajid Al Nahajjan 2022 |
| Premier ZEA                                                      | - 2006 Muhammad ibn Raszid al-Maktum |

Rok 2020 / MMXX
stulecia: XX wiek ~
XXI wiek ~
XXII wiek

dziesięciolecia:
1990–1999 •
2000–2009 •
2010–2019 •
2020–2029

lata: 2010 «
2015 «
2016 «
2017 «
2018 «
2019 «
2020
» 2021
» 2022
» 2023
» 2024
» 2025
» 2030

## Rok 2020 ogłoszono
- Rokiem Bitwy Warszawskiej (w 100. rocznicę bitwy) (Polska)[1].
- Rokiem św. Jana Pawła II (w 100. rocznicę urodzin) (Polska i Litwa)[2][3].
- Rokiem hetmana Stanisława Żółkiewskiego (w 400. rocznicę śmierci) (Polska)[4].
- Rokiem Romana Ingardena (w 50. rocznicę śmierci) (Polska)[5].
- Rokiem Teodora Axentowicza (w 160. rocznicę urodzin) (Polska)[6].
- Rokiem o. Józefa Marii Bocheńskiego (w 25. rocznicę śmierci) (Polska)[7].
- Rokiem Leopolda Tyrmanda (w 100. rocznicę urodzin i 35. rocznicę śmierci) (Polska)[8].

## Wydarzenia w Polsce

### Styczeń
- 1 stycznia – Czerwińsk nad Wisłą, Piątek, Lututów i Klimontów otrzymały prawa miejskie[9].
- 3 stycznia – Grzegorz Schetyna zadeklarował rezygnację z ubiegania się o ponowny wybór na przewodniczącego PO, rekomendując na to stanowisko Tomasza Siemoniaka[10].
- 5 stycznia – prezydent Andrzej Duda zwołał Radę Gabinetową w sprawie konfliktu USA-Iran[11].
- 6 stycznia – w wyniku pożaru hospicjum w Chojnicach zmarły 4 osoby, a 24 trafiły do szpitala. Pożar gasiło 14 zastępów straży pożarnej oraz policja i służby medyczne[12].
- 12 stycznia – odbył się 28. finał Wielkiej Orkiestry Świątecznej Pomocy[13].
- 25 stycznia – Borys Budka został wybrany nowym przewodniczącym Platformy Obywatelskiej[14].

### Luty
- 2 lutego – w Warszawie odbyło się ekumeniczne nabożeństwo dziękczynne za wieloletnią pracę Małgorzaty Platajs na stanowisku dyrektora Towarzystwa Biblijnego w Polsce[15].
- 3 lutego – doszło do pożaru zabytkowego Pałacu w Sieroszowicach. Z ogniem walczyło kilka zastępów straży pożarnej z trzech powiatów lubińskiego, polkowickiego, ale także z głogowskiego[16].
- 4 lutego – Sąd Okręgowy w Warszawie zaakceptował przerejestrowanie partii politycznej Sojusz Lewicy Demokratycznej na Nową Lewicę (skrót: Lewica), pod którym to szyldem po uprawomocnieniu się decyzji sądu ma powstać wspólna formacja z partią Wiosna Roberta Biedronia[17].
- 5 lutego:
  - marszałek Sejmu Elżbieta Witek określiła datę wyborów prezydenckich na 10 maja[18].
  - prezydent Andrzej Duda ogłosił swój start o reelekcję w wyborach prezydenckich[19].
- 10 lutego – orkan Sabina spowodował ponad 2 tys. interwencji Państwowej Straży Pożarnej[20].
- 14 lutego – wejście w życie nowelizacji ustawy o ustroju sądów powszechnych z 2019 roku[21].

### Marzec
- 1 marca:
  - przed budynkiem Starostwa Powiatowego we Włoszczowie odsłonięto obelisk wraz z tablicą pamiątkową upamiętniający mieszkańców ziemi włoszczowskiej poległych w walkach o niepodległość oraz pomordowanych i więzionych w okresie stalinowskiego terroru w latach 1945–1956[22].
  - Zygmunt Stępiński objął funkcję dyrektora Muzeum Historii Żydów Polskich Polin, na którą został powołany kilka dni wcześniej przez ministra kultury i dziedzictwa narodowego Piotra Glińskiego[23].
- 2 marca – Sejm RP uchwalił ustawę o szczególnych rozwiązaniach związanych z zapobieganiem, przeciwdziałaniem i zwalczaniem COVID-19, innych chorób zakaźnych oraz wywołanych nimi sytuacji kryzysowych[24].
- 4 marca – stwierdzono pierwszy przypadek zakażenia wirusem SARS-CoV-2, który wywołuje chorobę COVID-19. „Pacjent zero” wrócił z Niemiec, gdzie występuje SARS-CoV-2[25].
- 7 marca – w D.K. Luksus we Wrocławiu odbył się VII Memoriał Skutera poświęcony Cezaremu Kamienkowi[26].
- 9 marca:
  - Jacek Kurski został odwołany z funkcji prezesa zarządu Telewizji Polskiej[27].
  - Fundacja im. Zbigniewa Herberta ogłosiła, że laureatem Międzynarodowej Nagrody Literackiej im. Zbigniewa Herberta za rok 2020 jest niemiecki poeta Durs Grünbein[28][29].
- 10 marca – Maciej Łopiński został powołany do pełnienia obowiązków prezesa zarządu Telewizji Polskiej[30].
- 12 marca:
  - w poznańskim szpitalu zmarła 57-latka zakażona wirusem SARS-CoV-2. Była pierwszą ofiarą choroby COVID-19 w Polsce[31].
  - WIG20 spadł łącznie o 13,28% – to najwięcej, od kiedy indeks istnieje, czyli od 1994[32].
  - z powodu pandemii COVID-19 zawieszono działalność wszystkich placówek oświatowych oraz uczelni, jak również kin, muzeów, teatrów, oper, filharmonii i innych placówek kultury[33].
- 13 marca – w szpitalu we Wrocławiu zmarł pacjent zakażony wirusem SARS-CoV-2[34].
- 14 marca:
  - w Polsce zaczął obowiązywać stan zagrożenia epidemicznego[35].
  - liczba zakażonych SARS-CoV-2 w Polsce przekroczyła 100[36].
- 18 marca:
  - odnotowano ponad 200 przypadków zarażenia SARS-CoV-2, w tym 5 ofiar śmiertelnych. Pacjent „zero”, a więc pierwszy, u którego zdiagnozowano zakażenie, powrócił do zdrowia[37].
  - cena paliwa na stacjach w Polsce znacząco spadła. Na części z nich nawet poniżej 4 złotych za litr, mimo że jeszcze pod koniec 2019 często była ponad 5 złotych za litr. Przykładowo, benzyna E 95 na stacji Auchan Piaseczno kosztowała po 3,87 złotych za litr[38]. Zbliżona cenowo benzyna była ponad dekadę wcześniej w marcu 2009 roku, kiedy benzyna kosztowała średnio 3,84 zł[39].
- 20 marca – w Polsce zaczął obowiązywać stan epidemii[40], zapowiedziano również wydłużenie okresu zawieszenia działalności placówek oświatowych do świąt wielkanocnych[41].
- 24 marca – z powodu pandemii COVID-19, rozporządzeniem Ministra Zdrowia, wprowadzono do 11 kwietnia 2020 r. m.in. nowe zasady bezpieczeństwa, w tym ograniczenie w przemieszczaniu się (nie dotyczy to dojazdu do pracy, wolontariatu czy załatwiania niezbędnych codziennych potrzeb takich jak zakup jedzenia, lekarstw czy opieki nad bliskimi) i całkowity zakaz zgromadzeń z wyjątkiem spotkań z najbliższą rodziną[42][43].
- 25 marca:
  - liczba zakażonych SARS-CoV-2 w Polsce przekroczyła 1000, w tym 14 zgonów[44].
  - zatwierdzona została tzw. Tarcza Antykryzysowa, której zadaniem jest pomoc przedsiębiorcom w przetrwaniu trudnego okresu związanego z wprowadzeniem stanu epidemii i wiążącymi się z nimi obostrzeniami i zakazami[45].
- 30 marca – liczba zakażonych SARS-CoV-2 przekroczyła 2000[46]. W ciągu doby zmarło 9 osób. Łącznie odnotowano 31 przypadków śmiertelnych[47].
- Ponad 650 uczonych, pracowników naukowych, lekarek i innych specjalistów medycznych w liście otwartym zaapelowało do prezydenta i premiera Polski o przełożenie planowanych na 10 maja wyborów prezydenckich w związku z pandemią koronawirusa. Sygnatariusze listu wezwali, by wybory zostały przeprowadzone w innym terminie, „w warunkach niezagrażających zdrowiu i życiu obywateli”[48][49][50].

### Kwiecień
- 4 kwietnia – na warszawskiej Woli otwarto trzy nowe stacje linii metra M2: Księcia Janusza, Młynów i Płocka[51].
- 6 kwietnia:
  - Jarosław Gowin, wicepremier i minister nauki i szkolnictwa wyższego, podał się do dymisji[52].
  - Sejm uchwalił ustawę o szczególnych zasadach przeprowadzania wyborów powszechnych na Prezydenta Rzeczypospolitej Polskiej zarządzonych w 2020 r.[53], która wprowadza w związku z pandemią choroby COVID-19, iż wybory prezydenckie odbędą się jedynie w drodze głosowania korespondencyjnego[54].
- 7 kwietnia – zostały zatwierdzone poprawki do tzw. Tarczy Antykryzysowej, która ma za zadanie pomóc przedsiębiorcom przetrwać okres związany z wprowadzeniem stanu epidemii i wiążącymi się z nim obostrzeń i zakazów[55].
- 9 kwietnia – prezydent Andrzej Duda, na wniosek premiera, powołał Jadwigę Emilewicz na stanowisko wiceprezesa Rady Ministrów[56].
- 14 kwietnia – liczba chorych na COVID-19 w Polsce przekroczyła 7000[57].
- 16 kwietnia:
  - prezydent Andrzej Duda powołał Wojciecha Murdzka na stanowisko ministra nauki i szkolnictwa wyższego[58].
  - w związku z pandemią COVID-19, rozporządzeniem Rady Ministrów, wprowadzono nakaz noszenia maseczek w miejscach publicznych[59].
- 20 kwietnia – wprowadzono I etap luzowania obostrzeń[60].
- 22 kwietnia:
  - liczba potwierdzonych zachorowań na COVID-19 przekroczyła 10 000. Dotychczas odnotowano 426 zgonów, a 1513 osób wyzdrowiało[61].
  - pożar objął ok. 6 tys. ha lasu Biebrzańskiego Parku Narodowego[62].
- 25 kwietnia – potwierdzono ponad 11 tys. chorych na COVID-19, w tym ponad 500 ofiar śmiertelnych[63].
- 28 kwietnia – metropolita warszawski ogłosił decyzję o zawieszeniu uroczystości beatyfikacyjnych Prymasa Tysiąclecia planowanych na dzień 7 czerwca w związku pandemią COVID-19[64].
- Po rozpoczęciu spadków w marcu, znacząco spadła średnia cena prądu na Towarowej Giełdzie Energii. W kwietniu 2020 średnia cena prądu (indeks BASE) wyniosła 150,15 zł za MWh. Rok wcześniej (w kwietniu 2019) średnia cena prądu wynosiła (indeks BASE) 226,92 zł za MWh. Jednakże w przeciwieństwie do spadków cen benzyny, Polacy nie odczuli tego w portfelach. Średnio za prąd płacą 62 grosze za kWh, w porównaniu do 55 groszy za kWh w 2019[65][66].

### Maj
- 4 maja – wprowadzono drugi etap znoszenia obostrzeń w związku z epidemią COVID-19. Otwarto z ograniczeniami hotele dla turystów, muzea oraz centra handlowe[67].
- 9 maja – wejście w życie ustawy o szczególnych zasadach przeprowadzania wyborów powszechnych na Prezydenta Rzeczypospolitej Polskiej zarządzonych w 2020[68].
- 10 maja – Państwowa Komisja Wyborcza przyjęła uchwałę w sprawie stwierdzenia braku możliwości głosowania na kandydatów w wyborach Prezydenta Rzeczypospolitej Polskiej[69].
- 11 maja – sieć Plus uruchomiła 5G w 7 miastach Polski[70].
- 12 maja – Sejm uchwalił nową ustawę o szczególnych zasadach organizacji wyborów powszechnych na Prezydenta Rzeczypospolitej Polskiej zarządzonych w 2020 r. z możliwością głosowania korespondencyjnego[71], która zastąpiła ustawę z 6 kwietnia 2020[72].
- 14 maja – odbyła się pierwsza aukcja sprzedaży pszenicy na Rynku Towarów Rolno-Spożywczych prowadzonym przez Towarową Giełdę Energii. Zawarto 10 transakcji, na sprzedaż 250 ton pszenicy klasy B. Średnia cena transakcyjna wyniosła 830,40 zł/t. Na rynku było autoryzowanych 20 magazynów oraz 3 domy maklerskie[73].
- 18 maja – wprowadzono trzeci etap znoszenia obostrzeń w związku z epidemią COVID-19. Z ograniczeniami można zjeść na miejscu w lokalu gastronomicznym. Otwarto z ograniczeniami hale oraz sale sportowe[74].
- 30 maja – zniesienie nakazu noszenia maseczek na świeżym powietrzu w Polsce (przy zachowaniu dystansu 2 metrów od osoby). Zniesienie limitu osób w sklepach, restauracjach, kawiarniach, barach, kościołach, targach, poczcie. Możliwość zgromadzeń publicznych do 150 osób[75].

### Czerwiec
- 2 czerwca – wejście w życie ustawy o szczególnych zasadach organizacji wyborów powszechnych na Prezydenta Rzeczypospolitej Polskiej zarządzonych w 2020 r. z możliwością głosowania korespondencyjnego[76], która zastąpiła ustawę z 6 kwietnia 2020.
- 3 czerwca – marszałek Sejmu Elżbieta Witek określiła datę wyborów prezydenckich na 28 czerwca[77].
- 6 czerwca – wprowadzono czwarty etap znoszenia obostrzeń w związku z epidemią COVID-19. Zniesiono między innymi nakaz zasłaniania ust i nosa w przestrzeniach ogólnodostępnych (jeśli zachowany jest odstęp między osobami) oraz limit osób w sklepach i punktach gastronomicznych. Ponownie działają kina, teatry, salony masażu, solaria, siłownie i kluby fitness[78].
- 13 czerwca – Polska ponownie otworzyła granice dla państw strefy Schengen, po tymczasowym zamknięciu spowodowanym pandemią COVID-19. Polacy nie będą musieli przechodzić dwutygodniowej kwarantanny, po podróży do jednego z krajów wspólnoty[79].
- 16 czerwca – pod Drobinem, Andrzej Samoraj – burmistrz Drobina – został zgnieciony przez opryskiwacz podczas prac rolnych. Pomimo reaminacji nie udało się go uratować.
- 25 czerwca – w Warszawie autobus ZTM przebił się przez bariery na trasie S8 i spadł na nasyp przy Wisłostradzie. Rannych zostało 20 osób, a jedna zmarła. Na miejscu utworzono szpital polowy[80].
- 28 czerwca – I tura wyborów prezydenckich w Polsce[81]. Żaden z kandydatów nie uzyskał minimum połowy głosów, do II tury przeszli zwycięzca I tury, urzędujący prezydent Andrzej Duda i kandydat Koalicji Obywatelskiej Rafał Trzaskowski[82].

### Lipiec
- 12 lipca – II tura wyborów prezydenckich w Polsce, którą wygrał urzędujący prezydent Andrzej Duda pokonując kandydata Koalicji Obywatelskiej Rafała Trzaskowskiego[83].
- 14 lipca – w miejscowości Mierzyno doszło do tragicznego wypadku autobusu z samochodem osobowym, w którym zginęły trzy osoby a dwadzieścia zostało rannych[84].
- 25 lipca – w Polsce otwarto ultradyskont Mere. W tym formacie wiele lat wcześniej działały sklepy Biedronka, a obecnie jest on założeniem Mere, jak ceny detaliczne niższe o 20% od konkurencji[85].
- 27 lipca – w mieście Sobótka w województwie dolnośląskim w nocy doszło do tragicznego w skutkach pożaru mieszkania w kamienicy w którym zginęły dwie osoby[86].
- 31 lipca – ukazał się ostatni numer antyklerykalnego tygodnika Fakty i Mity[87].

### Sierpień
- 6 sierpnia – urzędujący Prezydent RP Andrzej Duda po raz drugi dokonał zaprzysiężenia na urząd i przejął zwierzchnictwo nad Siłami Zbrojnymi RP[88].
- 15 sierpnia – obchody 100-lecia Bitwy Warszawskiej i równocześnie Święto Wojska Polskiego[89].
- 18 sierpnia – minister zdrowia Łukasz Szumowski poddał się dymisji[90].
- 26 sierpnia – prezydent Andrzej Duda powołał Adama Niedzielskiego na stanowisko ministra zdrowia oraz Zbigniewa Raua na stanowisko ministra spraw zagranicznych[91].

### Wrzesień
- 4 września – podano, że sprzedaż mieszkań w II kwartale 2020 (w Polsce) znacząco spadła względem ubiegłego roku. W stolicy Polski nawet o 55 procent[92].
- 18 września – Sejm uchwalił nowelizację ustawy o ochronie zwierząt (tzw. Piątka dla zwierząt), która m.in. wprowadza zakaz hodowli zwierząt na futra i występowania zwierząt w cyrkach oraz ograniczenie uboju rytualnego tylko do potrzeb krajowych związków wyznaniowych[93]. Ustawa stała się jedną z przyczyn sporu w koalicji rządowej (przeciwko ustawie w Sejmie głosowali posłowie z ramienia koalicyjnej partii Solidarna Polska, a politycy partii Porozumienie w większości wstrzymali się od głosu) oraz sporu w części opozycji (przeciw ustawie są politycy klubu parlamentarnego Polskiego Stronnictwa Ludowego-Koalicji Polskiej) stanowiącej większość senacką[94][95].
- 24 września – w Lublińcu w województwie śląskim w godzinach porannych doszło do pożaru szkoły podstawowej i zawalenia dachu budynku. Nie było potrzeby przeprowadzania ewakuacji. Z pożarem walczyło 11 zastępów straży pożarnej[96].
- 25 września – po sporach wewnątrz koalicji rządzącej prezesi partii politycznych Prawo i Sprawiedliwość, Solidarnej Polski i Porozumienia podpisali nową umowę koalicyjną[97].

### Październik
- 6 października – prezydent Andrzej Duda powołał premiera Mateusza Morawieckiego na stanowisko ministra cyfryzacji, Jarosława Kaczyńskiego na stanowisko wiceprezesa Rady Ministrów, Piotra Glińskiego na stanowisko wiceprezesa Rady Ministrów, ministra kultury, dziedzictwa narodowego i sportu oraz przewodniczącego Komitetu do spraw Pożytku Publicznego, Jarosława Gowina na stanowisko Wiceprezesa Rady Ministrów i ministra rozwoju, pracy i technologii, Tadeusza Kościńskiego na stanowisko ministra finansów, funduszy i polityki regionalnej, Michała Kurtykę na stanowisko ministra klimatu i środowiska, Marlenę Maląg na stanowisko ministra rodziny i polityki społecznej, Grzegorza Pudę na stanowisko ministra rolnictwa i rozwoju wsi oraz Michała Cieślaka i Michała Wójcika na stanowisko ministra-członka Rady Ministrów, jednocześnie zostali odwołani ze swoich funkcji w rządzie Jadwiga Emilewicz, Jan Krzysztof Ardanowski, Danuta Dmowska-Andrzejuk, Marek Gróbarczyk, Małgorzata Jarosińska-Jedynak, Michał Woś i Marek Zagórski[98].
- 10 października – wprowadzono nowe obostrzenia w związku z epidemią COVID-19, czyli tzw. „żółta strefa” obowiązująca na terenie całego kraju, z wyjątkiem powiatów ze „strefy czerwonej”. Przywrócono m.in. obowiązek zakrywania ust i nosa w miejscach publicznych[99].
- 19 października – prezydent Andrzej Duda powołał Przemysława Czarnka na stanowisko ministra edukacji i nauki[100].
- 22 października – Trybunał Konstytucyjny orzekł, że przesłanka embriopatologiczna przerwania ciąży jest niezgodna z Konstytucją RP[101], co wywołało falę protestów społecznych[102].
- 23 października – z powodu nasilania się liczby zakażeń wirusem SARS-CoV-2 zawieszono stacjonarne nauczanie dla klas IV-VIII w szkołach podstawowych, pierwotnie na okres dwóch tygodni[103].

### Listopad
- 7 listopada – odnotowano najwyższą dotąd dobową liczbę zachorowań na COVID-19 – 27 875 osób. Łączna liczba chorych osiągnęła 521 640, spośród których 7636 zmarło[104].
- 23 listopada – doszło do pożaru szpitala przy ulicy Powstańców Wielkopolskich w Szczecinie w wyniku czego śmierć poniosły 2 osoby[105].
- 25 listopada – papież Franciszek erygował eparchię olszyńsko-gdańską[106].

### Grudzień
- 13 grudnia – w 39. rocznicę wprowadzenia stanu wojennego w Polsce, odbył się protest środowisk przeciwnych rządowi partii PiS[107].
- 24 grudnia – we Wrocławiu spłonęła zabytkowa willa Josefa Mitterlechnera[108].
- 25 grudnia – w rezerwacie Jar Brynicy na terenie Górznieńsko-Lidzbarskiego Parku Krajobrazowego spłonął około 500 letni "Dąb Rzeczypospolitej"[109].
- 27 grudnia – początek szczepień w Polsce przeciwko chorobie COVID-19[110][111].
- 31 grudnia:
  - W miejscowości Kasparus spłonął neogotycki kościół z 1926 roku[112].
  - Pożar wieżowca w Świdniku[113].

## Wydarzenia na świecie
- Wybuch epidemii COVID-19.
- Błąd roku 2020 (2K2X software glitch) – następstwa tzw. błędu roku 2000 – „Y2K bug” – problem roku 2000 naprawiano często na skróty, z tego powodu w początku roku 2020 doszło do problemów z oprogramowaniem:
  - Parkometry w Nowym Jorku przestały przyjmować płatności kartami.
  - Gra WWE 2K20 zawiesiła się pierwszego dnia nowego roku, chociaż działa poprawnie po podaniu wcześniejszej daty[114].

### Styczeń
- 1 stycznia:
  - Chorwacja objęła prezydencję w Radzie Unii Europejskiej[115].
  - Simonetta Sommaruga objęła urząd prezydenta Szwajcarii[116].
  - w Krefeld w Nadrenii Północnej-Westfalii spłonęła małpiarnia, w wyniku czego zginęły wszystkie małpy[117].
- 3 stycznia:
  - wojsko USA przeprowadziło atak rakietowy na lotnisko w Bagdadzie, w wyniku którego zginął irański generał Ghasem Solejmani[118].
  - parlament Macedonii Północnej zatwierdził Oliwera Spasowskiego jako premiera kraju[119].
- 4 stycznia – w wyniku powodzi w Indonezji zginęły 53 osoby. Ponadto 173 tys. obywateli zmuszonych było do opuszczenia swych domów w Dżakarcie, ponieważ ogromne obszary tego miasta zostały zalane. W ponad 10–milionowym mieście nie działa kolej miejska i przerwane zostały dostawy prądu[120].
- 5 stycznia:
  - w drugiej turze wyborów prezydenckich w Chorwacji, urzędująca prezydent Kolinda Grabar-Kitarović z wynikiem 47,3% głosów poniosła porażkę ze swoim konkurentem, socjalistycznym byłym premierem Zoranem Milanowiciem, którego poparło 52,7% głosów[121].
  - odbyła się 77. ceremonia wręczenia Złotych Globów. Za najlepszy film dramatyczny uznano 1917, natomiast za komedię lub musical Pewnego razu... w Hollywood[122].
- 7 stycznia:
  - premier Finlandii Sanna Marin zapowiedziała wprowadzenie 4-dniowego tygodnia pracy, z 6-godzinnym dniem pracy z taką samą płacą jak za obecny 5-dniowy tydzień z 8-godzinnym dniem pracy. Na razie zmiany mają być testowane[123].
  - na kanclerza Austrii zaprzysiężono Sebastiana Kurza wraz z jego gabinetem[124].
  - naukowcy z Uniwersytetu Harvarda odkryli nową, dużą strukturę w Drodze Mlecznej – Falę Radcliffe’a[125].
- 8 stycznia:
  - Iran zaatakował rakietami bazy wojsk USA w Iraku[126].
  - katastrofa lotnicza samolotu Boeing 737-800 linii Ukraine International Airlines w Iranie. Zginęło 179 osób. Jak się później okazało maszynę omyłkowo zestrzeliło irańskie wojsko lotnicze[127].
- 11 stycznia:
  - Hajsam ibn Tarik Al Sa’id został mianowany nowym sułtanem Omanu. Zastąpił zmarłego dzień wcześniej kuzyna Kabusa ibn Sa’ida[128].
  - Tsai Ing-wen po raz drugi wygrała wybory prezydenckie na Tajwanie. Zdobyła rekordowe 57,1 procent głosów[129].
- 12 stycznia – nastąpiła erupcja wulkanu Taal na Filipinach. Ewakuowano 45 tys. osób[130].
- 13 stycznia:
  - Robert Abela został zaprzysiężony na premiera Malty[131].
  - na Litwie obchodzono Dzień Obrońców Wolności upamiętniający wydarzenia styczniowe z 1991 roku[132].
- 15 stycznia – premier Rosji Dmitrij Miedwiediew podał się do dymisji[133].
- 16 stycznia – stanowisko premiera Federacji Rosyjskiej objął Michaił Miszustin. W głosowaniu w Dumie poparło go 383 na 450 deputowanych, 41 wstrzymało się od głosu, nikt nie zagłosował przeciw. Nominację tego samego dnia podpisał prezydent Federacji Rosyjskiej Władimir Putin. Ustępujący premier Dmitrij Miedwiediew został mianowany przez prezydenta Putina na stanowisko zastępcy przewodniczącego Rady Bezpieczeństwa Federacji Rosyjskiej[134].
- 17 stycznia:
  - premier Ukrainy Ołeksij Honczaruk podał się do dymisji z powodu nagrania, na którym premier miał krytykować prezydenta Wołodymyra Zełenskiego. Rząd kontynuował pracę do czasu decyzji prezydenta, jeszcze tego samego dnia dymisja została odrzucona[135].
  - odkryto, że meteoryt, który w latach 60. XX wieku spadł w pobliżu Murchison w Australii, zawiera w sobie materiał starszy od Ziemi[136].
- 18 stycznia – wojna domowa w Jemenie (od 2015): co najmniej 111 osób zginęło w ataku rakietowym na wojskowy obóz szkoleniowy al-Estiqbal w Jemenie w muhawazie Marib. Prezydent Jemenu Abd Rabbuh Mansur Hadi o atak oskarżył szyickich bojowników z Ruchu Huti[137][138].
- 20 stycznia – Wielka Brytania opracowuje myśliwiec szóstej generacji o nazwie „Stealth Tempest”, mający poruszać się z prędkością ponad 6000 km/h. Projekt tworzą BAE Systems, Rolls-Royce, Leopard i MBDA. Pierwszy prototyp ma być zaprezentowany w 2025 roku. Według planu koszt odrzutowca będzie wynosił ok. 100 mln funtów i będzie gotowy do 2035 rok[139].
- 21 stycznia:
  - 6 osób zginęło a kilkadziesiąt zostało rannych w antyrządowych protestach w Iraku. Wśród ofiar jest dwóch policjantów i czterech cywili. Irakijczycy protestują przeciwko biedzie i korupcji władz kraju[140].
  - weszła w życie brytyjsko-amerykańska umowa o ochronie znajdującego się w wodach międzynarodowych wraku RMS Titanic. Ma ona zapobiec eksplorowaniu wraku bez zezwolenia[141].
- 22 stycznia – po intensywnych pożarach w Australii w stanie Wiktoria odkryto rozległe kanały wodne zbudowane przez rdzenny lud Gunditjmara, stworzone ponad 6600 lat temu. System ten był wykorzystywany m.in. do łapania węgorzy[142].
- 23 stycznia:
  - wskazówki na symbolicznym „zegarze zagłady” na Uniwersytecie w Chicago zostały przesunięte z 23:58 na 23:58:20, co jest wskazaniem najbliższym północy od początku istnienia zegara[143].
  - przez Hiszpanię przeszedł sztorm Gloria. 9 osób zginęło, a kolejne 5 uważa się za zaginione[144].
- 24 stycznia:
  - co najmniej 14 osób zginęło, a ponad 300 zostało rannych podczas trzęsienia ziemi o magnitudzie 6,9 na wschodzie Turcji. Epicentrum znajdowało się w pobliżu miasteczka Sivrice we wschodniej części prowincji Elazığ, natomiast hipocentrum znajdowało się na głębokości 10 km. W wyniku wstrząsu zawaliło się wiele budynków[145][146].
  - w wyniku strzelaniny w niemieckiej miejscowości Rot am See zginęło sześć osób. Sprawcą był 26-letni obywatel RFN, który był spokrewniony ze wszystkimi ofiarami[147].
  - pierwsze wydanie na świecie (brytyjskiej edycji) książki pt. Harry Potter i Kamień Filozoficzny zostało sprzedane w 2020 roku w serwisie Bargain Hunt za £28,500 (ok. 143355 złotych)[148][149].
- 26 stycznia:
  - w wyniku rekordowych opadów deszczu we wschodnio-południowej części Brazylii zginęło 60 osób, a tysiące pozostaje dachu nad głową. To największa powódź, jaka nawiedziła miasto Belo Horizonte, od 110 lat[150].
  - odbyła 62. ceremonia wręczenia nagród Grammy. Za piosenkę roku został uznany utwór Amerykanki Billie Eilish pt. „Bad Guy”[151].
- 31 stycznia:
  - nastąpiło wystąpienie Wielkiej Brytanii ze struktur wspólnotowych Unii Europejskiej (tzw. brexit)[152].
  - w trakcie demontażu dachu Petersburskiego Kompleksu Sportowo-Koncertowego, doszło do katastrofy budowlanej, w której zginął jeden z robotników, a 80% ścian obiektu uległo zawaleniu[153].

### Luty
- Dopuszczenie do ruchu w lokalnym transporcie towarów (w Stanach Zjednoczonych) w pełni autonomicznego pojazdu Nuro R2[154].
- 2 lutego:
  - odbyła się 73. ceremonia wręczenia nagród Brytyjskiej Akademii Filmowej. Główną nagrodę otrzymał film wojenny pt. 1917[155].
  - z kaplicy w Birmingham skradziono relikwie św. Johna Henry Newmana[156].
- 3 lutego – Sąd Najwyższy Malediwów unieważnił ubiegłoroczne wybory prezydenckie, które ponownie wygrał Peter Mutharika[157].
- 5 lutego:
  - co najmniej 41 osób zginęło pod lawinami, jakie miały miejsce w pobliżu górskiego miasteczka Bahcesaray we wschodniej Turcji[158].
  - na lotnisku w Stambule samolot pasażerski Boeing 737-86J ze 183 osobami na pokładzie rozbił się podczas lądowania. Turecki minister zdrowia poinformował o śmierci trzech osób, obrażenia odniosło 179 osób[159].
  - Senat Stanów Zjednoczonych zagłosował za odrzuceniem Impeachmentu Donalda Trumpa – nadużycia władzy i utrudniania pracy Kongresu. Decyzja ta kończy tym samym proces, który toczony był od grudnia ubiegłego roku w Kongresie[160].
- 6 lutego – w miejscowości Ospedaletto Lodigiano, w okolicach miasta Lodi koło Mediolanu, wykoleił się pociąg dużych prędkości. W wyniku wypadku zginęły dwie osoby, a 31 zostało rannych. W chwili wypadku skład jechał z prędkością 290 km/h[161].
- 7 lutego:
  - 17 cywilów zginęło podczas powietrznych nalotów i ataków artylerii syryjskich sił rządowych na północnym zachodzie kraju, głównie w prowincji Idlib. W wyniku ataków wojska reżimu, wspierane przez Rosję, opanowały większość jednego z głównych miast regionu, Sarakib[162].
  - niewielki samolot pasażerski typu Piper PA-32 Cherokee Six, należący do linii Yute Air, rozbił się w południowo-zachodniej Alasce w Stanach Zjednoczonych. Zginęli czterej pasażerowie i pilot[163].
  - amerykańskie wojsko zabiło przywódcę Al-Ka’idy Półwyspu Arabskiego (AQAP) Kasima al-Rajmiego, który został namierzony podczas akcji antyterrorystycznej w Jemenie[164].
  - według francuskiego MSW przeciwko reformie emerytalnej demonstrowało w całym kraju 121 tys. ludzi, a w Paryżu ok. 15 tys. Tymczasem związek zawodowy CGT podał, że tylko w samym Paryżu demonstrowało 130 tys. osób[165].
- 8 lutego – odbyły się wybory parlamentarne w Irlandii, które wygrało ugrupowanie opozycji Fianna Fáil, zdobywając 38 mandatów w parlamencie, lewicowa partia Sinn Féin zdobyła 37 mandatów, zaś partia rządząca Fine Gael 36 mandatów[166].
- 9 lutego:
  - w strzelaninie w centrum handlowym Terminal 21 w tajskim mieście Nakhon Ratchasima zginęło 21 osób, a 30 zostało rannych. Ataku dokonał żołnierz, zidentyfikowany jako sierżant Jakapanth Thomma[167].
  - 92. ceremonia wręczenia Oscarów. Nagrodę główną w kategorii „najlepszy film” otrzymała południowokoreańska produkcja pt. Parasite[168].
  - dwóch amerykańskich żołnierzy zginęło, a sześciu zostało rannych w prowincji Nangarhar na wschodzie Afganistanu w wyniku ostrzału, którego dokonał napastnik w afgańskim mundurze[169].
  - 63% wyborców w Szwajcarii opowiedziało się w referendum za zakazem dyskryminacji ze względu na orientację seksualną. Wprowadzenie nowej ustawy będzie rozszerzeniem istniejącego już przepisu przeciw dyskryminacji na tle rasowym i religijnym[170].
  - Iran zaprezentował nowy pocisk balistyczny krótkiego zasięgu Raad-500. Jak podano, rakieta jest o połowę lżejsza od bliźniaczego systemu Fateh-110, ale jej zasięg jest o 200 km większy (zasięg Fateh to ok. 300 km)[171].
- 10 lutego:
  - o 5:03 (CET) z kosmodromu Cape Canaveral wystrzelono sondę Solar Orbiter, której celem jest badanie Słońca z bliskiej odległości, w tym (po raz pierwszy) biegunów słonecznych[172].
  - w Kanadzie odkryto nowy gatunek dinozaura o nazwie Thanatotheristes degrootorum (w skrócie Thanatos), spokrewniony z T. rexem. Uważany jest za najstarszego członka rodziny tyranozaurów, odkrytego w Ameryce Północnej. Występował na ziemi ok. 79 mln lat temu. Według ustaleń naukowców drapieżnik mierzył ok. 8 m długości[173].
- 11 lutego:
  - co najmniej 14 osób zginęło w wyniku zatonięcia łodzi z uchodźcami u wybrzeży Bangladeszu. Łodzią płynęli przedstawiciele mniejszości muzułmańskiej Rohingja z Birmy[174].
  - w samobójczym ataku bombowym przy posterunku policyjnym w pobliżu akademii wojskowej w stolicy Afganistanu zginęło co najmniej 6 osób, a 12 zostało rannych[175].
  - Filipiny wypowiedziały umowę Visiting Forces Agreement, regulującą status i zasady pobytu amerykańskich wojsk na swoim terytorium. Obowiązujące ustalenia mają wygasnąć w sierpniu 2020 roku[176].
- 12 lutego – naukowcy odkryli sygnały radiowe, docierające do Ziemi ze stałym rytmem z miejsca oddalonego od nas o 500 mln lat świetlnych. Tajemnicze źródło wysyła impulsy w 16-dniowym cyklu. To pierwszy raz, kiedy naukowcy wykryli okresowość takich sygnałów[177].
- 13 lutego:
  - co najmniej 21 osób zginęło w serii lawin w prowincji Dajkondi w środkowej części Afganistanu. Siedem osób uznano za zaginione, a 10 kolejnych zostało rannych[178].
  - około godziny 7 rano lokalnego czasu w hrabstwie Pike na wschodzie stanu Kentucky doszło do wypadku pociągu towarowego przewożącego 96 cystern z etanolem i olejem napędowym oraz dwa wagony wypełnione kamieniami. Pociąg wykoleił się a część wagonów zsunęła ze zbocza prosto do płynącej poniżej rzeki i stanęły w płomieniach. Dwie osoby zostały ranne. W związku z wyciekiem łatwopalnych substancji chemicznych okoliczni mieszkańcy zostali ewakuowani[179].
- 14 lutego – na Antarktydzie odnotowano kolejny w ostatnich dniach rekord temperatury, który wyniósł 20,75 stopni Celsjusza. Pomiar zarejestrowano na wyspie Seymour, położonej na wschód od północnego krańca Półwyspu Antarktycznego, w argentyńskiej stacji badawczej Marambio[180].
- 15 lutego:
  - gang uzbrojonych terrorystów na motocyklach zabił co najmniej 30 osób w dwóch nigeryjskich wioskach w stanie Katsina w północno-zachodniej Nigerii. Lokalna policja podała, że w wioskach Dabkar i Tsauwa w wyniku podpalenia domów mieszkalnych zginęło 21 osób, a dziewięć zostało zastrzelonych. Napastnicy zrabowali zapasy żywności i zwierzęta hodowlane[181].
  - Kapituła Metropolitalna Archidiecezji Utrechtu wybrała ks. Bernda Walleta na Arcybiskupa Utrechtu oraz przewodniczącego Międzynarodowej Konferencji Biskupów Starokatolickich i Unii Utrechckiej Kościołów Starokatolickich[182].
  - w Ameryce Południowej odkopano największą skorupę żółwia w historii. Ważąca ponad tonę prehistoryczna skamielina ma 2,4 m długości. Należała do Stupendemys geographicus, pływającego przed milionami lat w rzekach i jeziorach na północy Ameryki Południowej, dwukrotnie przerastającego największy dziś gatunek żółwia, czyli żółwia skórzastego (Dermochelys coriacea)[183].
- 16 lutego:
  - co najmniej 40 osób, w tym dziewięciu żołnierzy, zginęło w ciągu trzech dni w kilku oddzielnych atakach terrorystów w Mali[184].
  - 5 osób zmarło po wycieku toksycznego gazu w Karaczi na południu Pakistanu. Dziesiątki ludzi przewieziono do szpitali z objawami zatrucia[185].
- 17 lutego – co najmniej 10 osób zginęło, a 35 zostało rannych w samobójczym zamachu bombowym w mieście Kweta na południowym zachodzie Pakistanu. Mężczyzna wysadził się po tym, jak został zatrzymany przez policjantów. Jego celem był wiec religijny[186].
- 19 lutego – strzelanina w Hanau w Niemczech. Zginęło 11 osób[187].
- 24 lutego – co najmniej 20 osób zginęło w zamieszkach, jakie wybuchły w stolicy Indii podczas demonstracji przeciwko nowemu prawu o obywatelstwie. Około 200 osób odniosło obrażenia, w tym 15 jest w stanie krytycznym[188].
- 27 lutego – w ataku na terenie browaru w Milwaukee w amerykańskim stanie Wisconsin zginęło sześć osób, w tym napastnik[189].
- 29 lutego:
  - wybory parlamentarne na Słowacji z wynikiem 25,02% poparcia wygrała opozycyjna partia Zwyczajni Ludzie przed dotychczas rządzącą krajem partią Kierunek – Socjalna Demokracja, która uzyskała 18,29% głosów. Frekwencja wyborcza wyniosła 65,80%[190].
  - Stany Zjednoczone i Talibowie podpisali ugodę, w myśl której zakończyli trwający przez ponad 18 lat konflikt zbrojny[191].

### Marzec
- Luksemburg stał się pierwszym państwem na świecie które wprowadziło całkowicie bezpłatny transport publiczny na terenie kraju (Estonia wcześniej wprowadziła bezpłatne tylko autobusy)[192].
- 1 marca – uzbrojony gang zabił co najmniej 50 osób w atakach na wioski Hashimawa, Marina, Kerawa, Unguwan Musa i Zariyawa w stanie Kaduna w północnej Nigerii[193].
- 2 marca:
  - liczba osób zmarłych z powodu zakażenia wirusem SARS-CoV-2 przekroczyła 3 tys. W 90% przypadków to mieszkańcy chińskiej prowincji Hubei, gdzie w grudniu 2019 roku wybuchła epidemia COVID-19. Śmiertelne przypadki odnotowano w 10 innych krajach na świecie, z czego ponad 50 w Iranie i ponad 50 we Włoszech[194][195].
  - w katastrofie statku, który zatonął na rzece Jari (jednym z dopływów Amazonki) w stanie Amapá w Brazylii, zginęło co najmniej 18 osób, natomiast 30 uznano za zaginionych[196].
  - Korea Północna w pobliżu miasta Wŏnsan wystrzeliła w kierunku otwartego morza co najmniej dwa pociski krótkiego zasięgu. Pociski przeleciały 240 km i osiągnęły wysokość 35 km[197].
  - na mocy decyzji papieża Franciszka otwarte zostały tajne archiwa dotyczące pontyfikatu Piusa XII, który stał na czele Kościoła katolickiego w latach 1939–1958. Dokumenty mają dać m.in. odpowiedź na pytanie o postawę papieża wobec Holokaustu[198].
  - Muhyiddin Yassin został wybrany nowym premierem Malezji. Zastąpił na tym stanowisku Mahathira Mohamada[199].
- 3 marca – przez amerykańskie miasto Nashville w stanie Tennessee przeszło tornado, w wyniku którego zginęły co najmniej 22 osoby, a 30 zostało rannych. Żywioł zniszczył co najmniej 48 budynków a wiele innych zostało uszkodzonych oraz lotnisko; pozbawił również prądu dziesiątki tysięcy domów[200].
- 4 marca:
  - Yvonne Farrell i Shelley McNamara otrzymały nagrodę Pritzkera za wybitne zdolności architektoniczne[201].
  - Denys Szmyhal zastąpił Ołeksija Honczaruka na stanowisku premiera Ukrainy[202].
- 5 marca:
  - co najmniej 15 cywilów zginęło w rosyjskich atakach z powietrza w prowincji Idlib na północnym zachodzie Syrii[203].
  - do co najmniej 24 wzrosła liczba ofiar śmiertelnych ulew, które nawiedziły Brazylię w ostatnich dniach. Trwa akcja poszukiwawcza 25 osób, które uznawane są za zaginione[204].
  - pociąg TGV kursujący między Strasburgiem a Paryżem wykoleił się w pobliżu miejscowości Ingenheim na wschodzie Francji. W zdarzeniu ucierpiały 22 osoby, w tym motorniczy, który jest w stanie ciężkim[205].
- 6 marca:
  - wirus SARS-CoV-2, który wywołuje chorobę COVID-19, potwierdzono u ponad 100 tys. osób[206][207].
  - co najmniej 27 osób zginęło, a 55 zostało rannych (w tym 20 ciężko) w zamachu w Kabulu w Afganistanie[208].
  - 15 osób zginęło w starciach między syryjskimi siłami rządowymi a rebeliantami w prowincji Idlib, w północno-zachodniej Syrii, kilka godzin po wejściu w życie rosyjsko-tureckiego zawieszenia broni[209].
  - w wypadku w pobliżu miejscowości Mamou w Gwinei zginęło ośmiu piłkarzy drużyny Étoile de Guinée. Według wstępnych ustaleń śledczych, powodem wypadku była awaria układu hamulcowego w pojeździe[210].
- 7 marca:
  - w chińskim mieście Quanzhou w prowincji Fujian zawaleniu uległ 80 pokojowy hotel wykorzystywany do obserwacji i kwarantanny. Pod gruzami znalazło się 71 osób[211].
  - COVID-19:
    - minister zdrowia Egiptu Hala Zajed poinformowała o rozpoznaniu zakażenia wirusem SARS-CoV-2 45 osób przebywających na wycieczkowcu na Nilu, w tym 19 cudzoziemców. Liczba wszystkich chorych w Egipcie wzrosła do 48[212].
    - liczba ofiar śmiertelnych koronawirusa w Chinach kontynentalnych wzrosła do 3070, a liczba osób zainfekowanych do ponad 80,5 tys. W mieście Quanzhou w prowincji Fujian zawaleniu uległ 80-pokojowy hotel wykorzystywany do obserwacji i kwarantanny. Pod gruzami znalazło się 71 osób[213][214].
- 8 marca:
  - co najmniej sześciu obywateli Czech zginęło w wyniku lawiny po północnej stronie masywu Dachstein w austriackich Alpach[215].
  - 13-letni chłopiec zginął, a pięć innych osób, w tym czworo dzieci, zostało rannych w strzelaninie przed centrum handlowym w miejscowości Rosedale w amerykańskim stanie Maryland[216].
  - w związku z COVID-19, po raz pierwszy w historii papież Franciszek przewodniczył modlitwie Anioł Pański z Biblioteki Watykańskiej[217].
- 9 marca:
  - COVID-19:
    - w Europie potwierdzono ponad 11,5 tys. przypadków zakażenia SARS-CoV-2, który zabił niemal 500 osób (w tym 463 we Włoszech). We Włoszech liczba infekcji w ciągu 24h zwiększyła się o prawie 2 tys., przekraczając 9 tys. Z kolei w Niemczech odnotowano dwie pierwsze ofiary śmiertelne oraz 1112 przypadkach zakażenia. Łącznie na świecie chorobę COVID-19 potwierdzono u ponad 111 tys. osób w około 90 krajach[218][219][220].
    - szef irańskiego wymiaru sprawiedliwości Ebrahim Ra’isi oświadczył, że tymczasowo zwolniono z więzienia ok. 70 tys. więźniów z powodu groźby rozprzestrzenienia się SARS-CoV-2. Ponadto liczba ofiar śmiertelnych wirusa w tym kraju wzrosła do 237, natomiast zakażonych jest 7161 osób[221].

  - 43 cywilów zginęło w kilku atakach na dwie wioski, Dinguila i Barga, w prowincji Yatenga na północy Burkina Faso. Lokalne źródła przekazały AFP, że były to ataki grup samoobrony w odwecie za wcześniejsze działania dżihadystów[222].
  - co najmniej 19 osób zginęło, a kilka zostało rannych w wypadku autokaru, który zjechał z krętej górskiej drogi w prowincji Gilgit-Baltistan w północnym Pakistanie i wpadł do wąwozu[223].
  - Korea Północna wystrzeliła w kierunku morza kilka pocisków krótkiego zasięgu z nadmorskiej bazy wojskowej w Sondok, w prowincji Hamgyŏng Południowy. Rakiety miały osiągnąć pułap 50 km i spaść do morza ok. 200 km od miejsca wystrzału. Ostrzeżenie o zagrożeniu rakietowym od japońskiej straży przybrzeżnej otrzymały pływające w tym rejonie statki[224].
  - S&P 500 stracił 7,6%, a Dow Jones 7,3%. Był to największy spadek tych indeksów od 2008 (wówczas trwał kryzys finansowy)[225].
- 10 marca:
  - agencja Reuters podała, że w Wuhanie zamknięto ostatni z 14 tymczasowych szpitali polowych dla zakażonych pacjentów. Ponadto tego w całych Chinach odnotowano tylko 26 nowych przypadków zakażenia SARS-CoV-2[226].
  - co najmniej jedna osoba zginęła w wyniku eksplozji w fabryce chemicznej Proquibasa w dzielnicy La Verneda w Barcelonie. W gaszenie zaangażowanych było 11 zastępów straży pożarnej[227].
- 11 marca:
  - COVID-19:
    - WHO zakwalifikowała szerzenie się wirusa SARS-CoV-2 jako pandemię[228][229].
    - prezydent USA Donald Trump w orędziu poinformował, że od 13 marca 2020 roku na 30 dni zawieszone zostaną połączenia komunikacyjne z Europy do Stanów Zjednoczonych. Zakaz nie obejmuje Wielkiej Brytanii[230].
    - trwające od 2 marca ćwiczenia wojskowe NATO „Cold Response” na północy Norwegii zostały przerwane z powodu obaw związanych z rozprzestrzenianiem się koronawirusa. W związku z potwierdzeniem, że jeden z norweskich żołnierzy jest zakażony, baza wojskowa, w której przebywał, została zamknięta, a znajdujących się w niej 850 wojskowych zostało poddanych kwarantannie[231].

  - trzech żołnierzy, dwaj amerykańscy i jeden brytyjski, zginęło w ataku rakietowym na bazę wojskową w At-Tadżi w Iraku. Co najmniej 10 żołnierzy zostało rannych[232].
  - producent filmowy Harvey Weinstein został skazany przez sąd w Nowym Jorku na 23 lata pozbawienia wolności za gwałt i napaść seksualną[233].
- 12 marca:
  - COVID-19:
    - na całym świecie potwierdzono już ponad 133 tys. przypadków zakażenia SARS-CoV-2 oraz ponad 4900 zgonów. Wirus dotarł już łącznie do 118 państw[228].

  - w północnej Birmie odkryto w kawałku bursztynu (sprzed 99 mln lat) najmniejszego dinozaura na świecie. Składa się z małej czaszki należącej do gatunku Oculudentavis khaungraae. Ustalono, że mierzył ok. 5 cm długości. Ponadto żywica zachowała kilka szczegółów stworzenia, w tym 100 ostrych zębów i jaszczurze oczy[234].
  - na giełdzie nowojorskiej miała miejsce największa wyprzedaż akcji i najgorsza sesja od tzw. czarnego poniedziałku – 19 października 1987[235].
- 13 marca:
  - Ekaterini Sakielaropulu objęła urząd prezydenta Grecji[236].
  - Janez Janša po raz trzeci objął urząd premiera Słowenii[237].
- 18 marca:
  - potwierdzono ponad 200 tys. zarażonych COVID-19 na całym świecie, w tym ponad 8 tys. ofiar śmiertelnych. Udało się wyleczyć ponad 82 tys. pacjentów[238].
  - kurs funta szterlinga spadł do dolara w stosunku 1 do 1,1846. Jest to najniższy kurs funta, od 1985[239].
  - Europejska Unia Nadawców poinformowała o odwołaniu z powodu pandemii COVID-19 65. Konkursu Piosenki Eurowizji, który miał się odbyć 12, 14 i 16 maja 2020 w hali Ahoy w Rotterdamie[240].
  - Edwin Catmull i Pat Hanrahan otrzymali Nagrodę Turinga za pracę nad obrazami generowanymi komputerowo[241].
  - Grigorij Margulis i Hillel Furstenberg zostali laureatami Nagrody Abela za „nowatorskie wykorzystanie metod teorii prawdopodobieństwa i dynamiki w teorii grup, teorii liczb i kombinatoryce”[242].
- 20 marca – zakończyły się trwające od lutego 2019 antyrządowe protesty w Algierii[243].
- 21 marca – Igor Matovič został zaprzysiężony na nowego premiera Słowacji[244].
- 22 marca – najsilniejsze od 140 lat trzęsienie ziemi w Chorwacji (5,5 w skali Richtera)[245].
- 25 marca – paleontolodzy odkryli Asteriornis maastrichtensis – najstarszego przodka współczesnego ptaka, który żył pod koniec ery mezozoicznej[246].
- 26 marca:
  - odnotowano, że liczba zakażonych na terenie Stanów Zjednoczonych na wirusa SARS-CoV-2 przekroczyła tą, jaką wyliczono w Chinach – państwie, w którym rozpoczęła się pandemia COVID-19. Zarażonych SARS-CoV-2 jest blisko 82 tysięcy osób[247].
  - Beni Ganc został wybrany na przewodniczącego Knesetu[248].
- 27 marca:
  - COVID-19:
    - na całym świecie potwierdzono ponad pół miliona zakażonych wirusem SARS-CoV-2, w tym ponad 30 tys. ofiar śmiertelnych[249][250]
    - we Włoszech odnotowano dotąd najwyższą liczbę zgonów jednego dnia na COVID-19. W ciągu doby zmarło 969 osób. Łącznie życie straciło 9134 ludzi[251].

  - Macedonia Północna przystąpiła do NATO jako 30 członek tej organizacji[252].
- 28 marca – liczba ofiar śmiertelnych wirusa SARS-CoV-2 we Włoszech przekroczyła 10 tys. osób[253].
- 31 marca – z muzeum Singer Laren w pobliżu Amsterdamu skradziono obraz Vincenta van Gogha, Ogród przy plebanii w Nuenen wiosną, z 1884 roku[50].

### Kwiecień
- 2 kwietnia – na całym świecie odnotowano ponad milion zakażeń wirusem SARS-CoV-2. Zmarło ponad 50 000 osób. Najwięcej zakażeń odnotowano w Stanach Zjednoczonych – potwierdzono ponad 230 000 zachorowań. Najwięcej zgonów odnotowano we Włoszech – ponad 15 000 ofiar. Dotąd udało się wyleczyć 206 000. ludzi[254].
- 4 kwietnia – nowym przewodniczącym brytyjskiej Partii Pracy został Keir Starmer[255].
- 6 kwietnia:
  - premier Wielkiej Brytanii Boris Johnson trafił na oddział intensywnej terapii z powodu zaostrzenia przebiegu choroby COVID-19[256].
  - cyklon Harold spustoszył położone na południowym Pacyfiku państwo Vanuatu[257].
- 7 kwietnia:
  - we Francji odnotowano najwyższą dobową liczbę zgonów w Europie z powodu COVID-19 – 1409 osób[258].
  - po 72 dniach zniesiono blokadę w chińskim mieście Wuhan – miejscu, w którym rozpoczęła się epidemia wirusa SARS-CoV-2. Wszystko dzięki temu, że nie odnotowano żadnego zakażenia[259].
  - kardynał George Pell został uniewinniony przez Najwyższy Sąd Australii od zarzutu seksualnego molestowania nieletnich[260].
- 8 kwietnia – w ciągu doby w Stanach Zjednoczonych potwierdzono 1939 ofiar śmiertelnych z powodu COVID-19. To dotąd najwyższy dzienny przyrost zgonów w jednym kraju na świecie[261].
- 10 kwietnia – liczba ofiar pandemii zakaźnej choroby COVID-19, wywoływanej przez wirusa SARS-CoV-2 przekroczyła 100 000[262][263].
- 11 kwietnia – w USA liczba zgonów na COVID-19 przekroczyła 20 000 osób. To najwyższa liczba ofiar śmiertelnych w jednym kraju na świecie[264].
- 13 kwietnia – odnotowano ponad 20 000 zgonów we Włoszech. To najwyższa liczba ofiar śmiertelnych z powodu COVID-19 w Europie[265].
- 14 kwietnia – w wyniku serii tornad we wschodnio-południowej części Stanów Zjednoczonych zginęło 38 osób. W krótkim odstępie czas front burzowy wytworzył 40 trąb powietrznych[266].
- 18 kwietnia – na całym świecie potwierdzono ponad 2 mln zakażeń na COVID-19. Zmarło ponad 161 000 osób, natomiast ponad 600 000 wyzdrowiało[267].
- 19 kwietnia – w wyniku strzelaniny we wschodniej prowincji Nowa Szkocja w Kanadzie życie straciło 16 osób[268].
- 24 kwietnia – liczba wniosków o zasiłek dla bezrobotnych w USA przekroczyła 26 mln. W ciągu tygodnia przybyło ich 4,4 miliona. Porównywalne jest to tylko z tzw. Wielkim Kryzysem. Dzięki dopłatom do zasiłku dla bezrobotnych (zasiłek dla bezrobotnych przed dopłatami wynosił średnio zaledwie 38% pensji) w wysokości 600 dolarów tygodniowo, niektórzy bezrobotni dostają więcej niż zarabiali na etacie przed utratą pracy[269].
- 25 kwietnia – z powodu COVID-19 w USA zmarło już ponad 50 000 ludzi. Łączna liczba zakażeń przekracza 890 000 osób. Wyzdrowiało ponad ok. 96 000 ludzi. W czterech krajach europejskich – we Włoszech, Hiszpanii, Francji i Wielkiej Brytanii – liczba ofiar koronawirusa przekroczyła 20 000 osób[270][271].

### Maj
- 5 maja – Chiny wystrzeliły rakietę Długi Marsz-5B. Rakieta tego typu ma posłużyć do wynoszenia na orbitę modułów chińskiej stacji orbitalnej która ma powstać w 2022. Jest to element większego planu, stworzenia bazy na Księżycu[272].
- 9 maja – Pandemia COVID-19: Liczba potwierdzonych zachorowań na całym świecie to ponad 4 miliony osób, zaś liczba zgonów przekroczyła 270 000[273][274].
- 20 maja – Pandemia COVID-19: Liczba potwierdzonych zachorowań na całym świecie to ponad 5 milionów osób, zaś liczba zgonów przekroczyła 325 000. Najwięcej zachorowań rozpoznano w USA, Rosji i Brazylii, szybko rosła liczba zakażeń w Ameryce Południowej[275][276].
- 22 maja – 97 osób zginęło w katastrofie lotu PIA 8303 w Pakistanie[277].
- 23 maja – ponad 100 osób zmarło w wyniku uderzenia cyklonu Amphan w Azji, przymusowej ewakuacji poddano miliony ludzi[278].
- 26 maja:
  - Pandemia COVID-19: liczba potwierdzonych zmarłych w USA przekroczyła 100 tys. osób przy ponad 1,725 mln zachorowań, a liczba potwierdzonych zgonów na świecie przekroczyła 350 000. 28,6% tych zgonów rozpoznano w USA, 10,5% (ponad 37 000) w Zjednoczonym Królestwie i 9,4% (prawie 33 000) we Włoszech[279][280][281][282].
  - Zabójstwo George’a Floyda spowodowało falę protestów i zamieszek w Stanach Zjednoczonych przeciwko rasizmowi i policyjnej brutalności[283][284].
- 29 maja – rząd Hiszpanii zatwierdził uniwersalny dochód podstawowy[285].
- 30 maja – z Centrum Kosmicznego Johna F. Kennedy’ego na Florydzie wystartowała testowa misja SpaceX DM-2 – pierwszy załogowy lot kosmiczny z terytorium USA od lotu wahadłowca STS-135 i pierwsza taka misja na Międzynarodową Stację Kosmiczną w ramach programu lotów komercyjnych NASA[286].
- 31 maja:
  - do Międzynarodowej Stacji Kosmicznej zacumowała kapsuła Dragon misji SpaceX DM-2[287].
  - Pandemia COVID-19: Według stanu na 31 maja liczba potwierdzonych zachorowań na całym świecie to ponad 6 milionów osób, zaś liczba zgonów to blisko 367 tysięcy[288].

### Czerwiec
- 4 czerwca – koniec traktatu w Trianon. Węgry mogą się ubiegać o odzyskanie terenów utraconych w 1920 roku[289].
- 11 czerwca – Sony na konferencji zaprezentowało PlayStation 5 (planowo termin miał nastąpić w grudniu, ale został przesunięty)[290]
- 15 czerwca – ogłoszono, że znaleziono skarb warty ok. 7,9 mln złotych (dwa miliony dolarów składający się ze złota i klejnotów). Skarb w Górach Skalistych zakopał w 2010 obecnie 89-letni Forrest Fenn. Wskazówką do znalezienia skarbu był 24-wersowy wiersz opublikowany w pamiętniku Fenna (The Thrill of the Chase)[291][292].
- 17 czerwca – ogłoszono, że gra komputerowa EndeavorRX ma certyfikat Agencji Żywności i Leków, który potwierdza, że gra ma wartość terapeutyczną (może być wykorzystywana do leczenia określonych pacjentów)[293].
- 21 czerwca – odsłonięto pomnik Lenina w RFN. To prawdopodobnie pierwszy taki przypadek po upadku NRD[294].
- 30 czerwca – zalecana maksymalna data zniesienia kwarantanny dla odwiedzających obce kraje (co najmniej we wspólnocie, tzw. „otwarcie granic”)[295].

### Lipiec
- 1 lipca – Niemcy objęły prezydencję w Radzie Unii Europejskiej.
- 2 lipca – NASA poinformowała o ponownym przesunięciu planowanego rozpoczęcia misji Mars 2020, mającej na celu zbadanie możliwości zamieszkania Marsa w ramach przygotowań do przyszłych misji ludzkich z 17 na 22 lipca[296].
- 18 lipca – pożar Katedry św. Piotra i Pawła w Nantes we Francji[297].
- 30 lipca – rozpoczęcie misji NASA Mars 2020, mającej na celu zbadanie możliwości zamieszkania Marsa w ramach przygotowań do przyszłych misji ludzkich[298][299].

### Sierpień
- 4 sierpnia – w wyniku eksplozji chemikaliów w Bejrucie zginęło 135 osób, a co najmniej 5 tysięcy doznało obrażeń[300].
- 9 sierpnia – na Białorusi odbyły się wybory prezydenckie, po których rozpoczęły się masowe protesty, w których głównym postulatem protestujących jest uczciwe przeliczenie głosów i dymisja rządzącego nieprzerwanie od 1994 roku prezydenta Białorusi Alaksandra Łukaszenki[301][302].
- 22 sierpnia – w wyniku katastrofy samolotu towarowego w Sudanie Południowym zginęło 8 osób, a 1 została ranna[303].

### Wrzesień
- 2 września – emerytowany papież Benedykt XVI stał się najstarszym w historii żyjącym papieżem, wyprzedzając żyjącego w latach 1810–1903 papieża Leona XIII[304].

### Październik
- 4 października – referendum niepodległościowe w Nowej Kaledonii. 53,26% mieszkańców uczestniczących w referendum odrzuciło niepodległość Nowej Kaledonii. Frekwencja wyniosła 85,69%[305].
- 10 października – teledysk do utworu Despacito wykonawcy Luisa Fonsi jako pierwszy w historii YouTube osiągnął 7 miliardów wyświetleń[306].

### Listopad
- 3 listopada – wybory prezydenckie w USA, które wygrał kandydat Partii Demokratycznej Joe Biden pokonując urzędującego prezydenta USA Donalda Trumpa.
- 29 listopada – Francja wygrywa po raz pierwszy 18. Konkurs Piosenki Eurowizji Junior, który został zorganizowany przez TVP w Warszawie.

### Grudzień
- 7 grudnia – rozpoczęto testowanie autonomicznej taksówki("RoboTaxi") na ulicach liczącego ponad 13 milionów mieszkańców Shenzhen w Chinach. Są to pojazdy autonomiczne 5 poziomu firmy AutoX, a więc nie muszą nawet posiadać kierownicy czy pedałów by się poruszać po drogach[307].
- 21 grudnia – IBM oraz Fujifilm ogłosiło opracowanie prototypu nośnika mieszczącego 580 TB danych - taśmy magnetycznej mieszczącej się w ręce. Szacuje się, że w 2020 ludzkość generuje dziennie 2,5 tryliona bajtów danych, a w przyszłości ta ilość będzie rosła, co najmniej do 175 zettabajtów w 2025[308]
- 27 grudnia – początek szczepień w państwach należących Unii Europejskiej przeciwko chorobie COVID-19[309][310].
- 29 grudnia – o godz. 11:19 UTC, 40-minutowe trzęsienie ziemi w Chorwacji niedaleko Zagrzebia o sile 6,4 w skali Richtera. Wstrząsy były odczuwalne w wielu państwach środkowo-południowej Europy. Wstrząs był prawdopodobnie jednym z najsilniejszych w historii kraju. W Słowenii, gdzie zanotowano 5,2 w skali Richtera wyłączono reaktor elektrowni atomowej Krško[311].
- 30 grudnia – na lotnisku Aden w Jemenie doszło do eksplozji, w której zginęło co najmniej 5 osób[312].

## Wydarzenia sportowe

### Styczeń
- 1 stycznia – finał 26. Mistrzostw Świata PDC w Dartach w Londynie. Po pierwsze mistrzostwo w karierze sięgnął Peter Wright, który w finale pokonał obrońcę tytułu, Holendra Michaela van Gerwena 7:3[313].
- 1 stycznia – 12. finał NHL Winter Classic w hokeju na lodzie w Dallas, w stanie Teksas. Zwycięstwo odnieśli hokeiści Dallas Stars, którzy wygrali z zawodnikami Nashville Predators 4:2[314].
- 4 grudnia – 52. Mistrzostwa Europy w bobslejach męskich czwórek w niemieckim Winterbergu. Po raz czwarty z rzędu tytuł mistrzowski wywalczył Niemiec Johannes Lochner. Sukces osiągnął wspólnie Florianem Bauerem, Christopherem Weberem i Christianem Raspem[315].
- 28 grudnia–5 stycznia – 14. edycja Tour de Ski w biegach narciarskich. Po wygraną sięgnęli Rosjanin Aleksandr Bolszunow i Norweżka Therese Johaug (po raz trzeci). W klasyfikacji punktowej najlepsi okazali się Norweg Johannes Høsflot Klæbo i Słowenka Anamarija Lampič[316][317].
- 28 grudnia–6 stycznia – 68. edycja Turnieju Czterech Skoczni w skokach narciarskich. Pierwsze zwycięstwo w karierze odniósł Polak Dawid Kubacki[318].
- 3–12 stycznia – 1. edycja tenisowego turnieju ATP Cup w Australii. W finale Serbowie (w składzie: Novak Đoković, Dušan Lajović i Viktor Troicki) pokonali Hiszpanów (w składzie: Rafael Nadal, Pablo Carreño-Busta i Feliciano López) 2:1[319].
- 4–12 stycznia – 42. Mistrzostwa Świata federacji BDO w dartach w Londynie. W rywalizacji mężczyzn najlepszy okazał się Walijczyk Wayne Warren, natomiast w zmaganiach kobiet tytuł obroniła Japonka Mikuru Suzuki[320][321].
- 10–12 stycznia – 112. Mistrzostwa Europy w łyżwiarstwie szybkim w Holandii. Klasyfikację medalową wygrali reprezentanci Holandii przed Rosjanami i Belgami. Brąz dla Polski wywalczyła drużyna kobiet w biegu sprinterskim (w składzie: Natalia Czerwonka, Andżelika Wójcik i Kaja Ziomek)[322].
- 12 stycznia:
  - 23. finał Pucharu Kontynentalnego w hokeju na lodzie w duńskim Vojens. Zwycięstwo odnieśli hokeiści duńskiej SønderjyskE Ishockey. Polska Cracovia zajęła w turnieju 4. miejsce[323].
  - Kenijczyk Rhonex Kipruto wynikiem 26 minut i 24 sekund pobił rekord świata na 10 kilometrów podczas biegu zorganizowanego w hiszpańskiej Walencji[324].
- 10–13 stycznia – Mistrzostwa Czterech Kontynentów w short tracku w Kanadzie. Zarówno wśród mężczyzn, jak i u kobiet, zwycięstwo w wieloboju odnieśli reprezentanci Korei Południowej – Hwang Dae-heon i Choi Min-jeong[325][326].
- 5–17 stycznia – 41. edycja Rajdu Dakar w Arabii Saudyjskiej. W klasyfikacji samochodów po raz trzeci w karierze triumfował Hiszpan Carlos Sainz (reprezentował ekipę JCW X-Raid samochodem Mini John Cooper Works Buggy), który dokonał tego wspólnie z pilotem Lucasem Cruzem. Wśród motocyklistów najlepszy okazał się Amerykanin Ricky Brabec (Monster Energy Honda). W klasyfikacji quadów trzecie zwycięstwo w karierze odniósł Chilijczyk Ignacio Casale (Casale Racing). Polak Rafał Sonik zajął 3. miejsce. W zmaganiach pojazdów typu UTV zwyciężył Amerykanin Casey Currie (Can-Am). W rywalizacji ciężarówek po raz drugi w karierze najlepszy okazał się Rosjanin Andriej Karginow (Kamaz)[327].
- 18 stycznia – podczas gali w Filadelfii, Dominikanin Jeison Rosario odebrał przed czasem pasy federacji IBF, WBA i IBO w wadze junior średniej Amerykaninowi Julianowi Williamsowi. Na tej samej gali Amerykanin Chris Colbert zdobył tymczasowy pas WBA w wadze super piórkowej dzięki pokonaniu jednogłośną decyzją sędziów Panamczyka Jezzrela Corralesa[328].
- 12–19 stycznia – 46. edycja snookerowego turnieju Masters w Londynie. W angielskim finale Stuart Bingham pokonał Alistera Cartera 10:8. Najwyższego brejka uzyskał ich rodak David Gilbert, który zdobył 144 punkty[329].
- 17–19 stycznia
  - 19. Halowe Mistrzostwa Europy w hokeju na trawie mężczyzn w niemieckim Krefeldzie. W finale reprezentanci Niemiec pokonali obrońców tytułu z Austrii 6:3. To szeasnaste mistrzostwo w historii tego kraju. Brąz wywalczyli Holendrzy, którzy wygrali 11:3 z Rosjanami. Królami strzelców z dorobkiem jedenastu bramek zostali Holender Boris Burkhardt i Austriak Michael Körper[330].
  - 1. edycja turnieju Titisee-Neustadt Five w skokach narciarskich. Po wygraną sięgnął Japończyk Ryōyū Kobayashi. Drugie miejsce zajął Polak Dawid Kubacki[331].
- 18–19 stycznia – 51. Mistrzostwa Europy w saneczkarstwie na torach lodowych w norweskim Lillehammer. W rywalizacji jedynek najlepsi okazali się Włoch Dominik Fischnaller i Rosjanka Tatiana Iwanowa (po raz czwarty). W zmaganiach dwójek triumf odnieśli Rosjanie – Aleksandr Dienisjew i Władisław Antonow. Zwycięstwo w rywalizacji drużynowej odnotowali reprezentanci Austrii – Madeleine Egle, David Gleirscher oraz Thomas Steu i Lorenz Koller[332][333].
- 19 stycznia – podczas gali w Hamburgu Niemiec Sebastian Formella pokonał reprezentanta Nikaragui Roberto Arriazie, dzięki czemu obronił tytuł mistrza świata federacji IBO w wadze półśredniej[334].
- 12–25 stycznia – 18. Mistrzostwa Europy w piłce wodnej kobiet w Budapeszcie. W finale reprezentantki Hiszpanii pokonały Rosjanki 13:12. To drugi tytuł w historii tego kraju. Brąz dzięki wygranej 10:8 z Holenderkami zdobyły Węgierki. MVP turnieju została Hiszpanka Beatriz Ortiz, natomiast najlepszą bramkarką Rosjanka Anna Karnałk. Najwięcej bramek zdobyła Węgierka Rita Keszthelyi (28 trafień)[335].
- 3–26 stycznia – 88. Mistrzostwa Świata w szachach kobiet. Tytuł mistrzowski obroniła Chinka Ju Wenjun, która w finale pokonała Rosjankę Aleksandrę Goriaczkinę[336].
- 9–26 stycznia – 14. Mistrzostwa Europy w piłce ręcznej mężczyzn w Austrii, Norwegii i Szwecji. Tytuł mistrzowski obronili Hiszpanie, którzy w finale pokonali Chorwatów 22:20. To drugie mistrzostwo w historii tego kraju. Brązowy medal wywalczyli reprezentanci Norwegii, którzy wygrali ze Słoweńcami 28:22. MVP turnieju został Chorwat Domagoj Duvnjak, natomiast królem strzelców oraz najlepszym lewym rozgrywającym Norweg Sander Sagosen (65 bramek). Pozostałe wyróżnienia otrzymali: Hiszpanie Gonzalo Pérez de Vargas (bramkarz) i Jorge Maqueda (prawy rozgrywający), Norweg Magnus Jøndal (lewoskrzydłowy), Chorwat Igor Karačić (środkowy rozgrywający), Słoweniec Blaž Janc (prawoskrzydłowy), Węgier Bence Bánhidi (obrotowy) oraz Niemiec Hendrik Pekeler (najlepszy defensywny zawodnik)[337][338].
- 10–26 stycznia – 42. Halowe Mistrzostwa Świata w bowls w angielskim Hopton-on-Sea. W grze pojedynczej najlepszy okazali się Anglik Robert Paxton[339] oraz Szkotka Julie Forrest (po raz drugi)[340]. W grze podwójnej triumf odnieśli Greg Harlow i Nick Brett z Anglii[341]. Brett sięgnął także po zwycięstwo w rywalizacji mieszanej, dokonując tego wspólnie z Walijką Marion Prucell[342].
- 12–26 stycznia – 34. Mistrzostwa Europy w piłce wodnej mężczyzn w Budapeszcie. W finale reprezentanci Węgier pokonali Hiszpanów 14:13. To trzynasty tytuł w historii tego kraju. Brąz wywalczyli Czarnogórzanie dzięki wygranej z Chorwatami 10:9. MVP turnieju został Węgier Dénes Varga. Królem strzelców został Rosjanin Konstantin Czarkow (21 bramek)[335].
- 19–26 stycznia – 1. edycja Pucharu Narodów w netballu kobiet w Anglii. W finale Nowozelandki pokonały Jamajki 67:56. W pojedynku o trzecie miejsce lepsze okazały się Angielki, którzy wygrały z reprezentantkami RPA 65:63[343].
- 20–26 stycznia – 112. Mistrzostwa Europy w łyżwiarstwie figurowym w austriackim Grazu. Rywalizację zdominowali reprezentanci Rosji. Wśród solistów najlepsi okazali się Dmitrij Alijew i Alona Kostornoj. W zmaganiach par tanecznych zwycięstwo odnieśli Dmitrij Kozłowski i Aleksandra Bojkowa. W rywalizacji par sportowych po triumf sięgnęli Wiktorija Sinicyna i Nikita Kacałapow[344][345].
- 21–26 stycznia – 22. edycja kolarskiego wyścigu Tour Down Under w australijskiej Adelaidzie. Jako pierwszy linię mety przeciął Portugalczyk Richie Porte[346].
- 22–26 stycznia – 4. edycja snookerowego turnieju European Masters w austriackim Dornbirn. W finale Australijczyk Neil Robertson pokonał 9:0 Chińczyka Zhou Yuelonga. Najwyższego brejka zdobył Taj Thepchaiya Un-Nooh, który uzyskał 146 punktów[347].
- 24–26 stycznia:
  - 24. Mistrzostwa Europy w short tracku w Budapeszcie. Klasyfikację medalową wygrała reprezentacja Holandii przed Węgrami i Rosją. W wieloboju najlepsi okazali się Węgier Shaoang Liu i Holenderka Suzanne Schulting (po raz drugi). Polka Natalia Maliszewska zdobyła brązowy medal w wyścigu na 500 metrów[348][349].
  - 20. Halowe Mistrzostwa Europy w hokeju na trawie kobiet w Mińsku. W finale Białorusinki pokonały w rzutach karnych Holenderki 4:3 (1:1 w regulaminowym czasie gry). Brąz zdobyły reprezentantki Czech, które także w rzutach karnych wygrały z Niemkami 2:1 (2:2 w regulaminowym czasie gry)[350].
- 25–26 stycznia – 65. finał NHL All-Star Games w hokeju na lodzie w St. Louis, w stanie Missouri. W finale zawodnicy Pacific Division pokonali hokeistów Atlantic Division 5:4. Najbardziej wartościowym zawodnikiem zawodów został Czech David Pastrňák[351].
- 26 stycznia:
  - w katastrofie śmigłowca zginęła amerykańska legenda koszykarskiej ligi NBA Kobe Bryant[352].
  - zakończył się 28. sezon Pucharu Świata w kolarstwie torowym. W klasyfikacji medalowej triumfowali reprezentanci Holandii, natomiast w klasyfikacji punktowej reprezentanci Polski. W sprincie najlepsi okazali się Polak Mateusz Rudyk i reprezentantka Hongkongu, Lee Wai-sze. W kerinie po triumf sięgnęli Taj Jai Angsuthasawit i Ukrainka Lubow Szulika. W sprincie drużynowym, zarówno wśród mężczyzn, jak i u kobiet, zwycięstwo odnieśli reprezentanci Polski. W pościgowym wyścigu drużynowym najlepsi okazali się Włosi oraz Niemki. W wyścigu na dochodzenie zwyciężył Włoch Filippo Ganna. W scratchu wygrali Grek Christos Volikakis i Rosjanka Anastasija Czułkowa. W wyścigu punktowym po triumf sięgnęli Brytyjczyk Mark Stewart i Amerykanka Jennifer Valente. W omnium najlepsi okazali się Volikakis i Valente. W madisonie zwycięstwo odnieśli zarówno Włosi, jak i Włoszki[353].
  - zakończył się 27. sezon Pucharu Świata w kolarstwie przełajowym. Zwycięstwo odnieśli Belg Toon Aerts oraz Holenderka Annemarie Worst[354].
  - 50. finał Pro Bowl w futbolu amerykańskim w Orlando, w stanie Floryda. Tytuł wywalczyli zawodnicy Baltimore Ravens, którzy pokonali futbolistów Seattle Seahawks 38:33. Za najlepszego ofensywnego zawodnika meczu uznany został pochodzący z Florydy Lamar Jackson, natomiast tytuł najlepszego defensywnego gracza przyznano Calaisowi Campbellowi z Kolorado[355].
- 29 stycznia – w wyniku COVID-19 na terenie Chin, postanowiono przełożyć Halowe Mistrzostwa Świata w Lekkoatletyce na przyszły rok. Impreza miała pierwotnie odbyć się w mieście Nankin[356].
- 30 stycznia:
  - podczas gali w Miami na Florydzie odbyły się trzy walki o obronę tytułów mistrza świata. W wadze superpiórkowej o pas federacji IBF Amerykanin Joseph Diaz pokonał jednogłośnie na punkty rodaka Tevina Farmera. W wadze super koguciej o pas federacji IBF i WBA Uzbek Murodjon Axmadaliyev niejednogłośną decyzją sędziów pokonał reprezentanta USA, Daniela Romana. W wadze średniej o pas WBO Amerykanin Demetrius Andrade pokonał Irlandczyka Luke’a Keelera przez techniczny nokaut w dziewiątej rundzie. W dwóch pierwszych pojedynkach pretendenci odebrali tytuły obrońcom, natomiast w trzecim pięściarz obronił pas[357][358]
- 31 stycznia – w trakcie gali bokserskiej w kongijskiej Kinszasie reprezentant gospodarzy Ilunga Makabu pokonał jednogłośnie na punkty Polaka Michała Cieślaka w walce o obronę tytułu mistrza świata federacji WBC w wadze junior ciężkiej[359].

### Luty
- 1 lutego – podczas gali w Guadalupe Filipińczyk Pedro Taduran obronił pas IBF w wadze słomkowej dzięki remisowi w pojedynku z Meksykaninem Danielem Valladaresem[360].
- 20 stycznia–2 lutego – 108. edycja wielkoszlemowego turnieju tenisowego Australian Open. W grze pojedynczej najlepsi okazali się Serb Novak Đoković (po raz ósmy)[361] i Amerykanka Sofia Kenin[362]. W deblu zwycięstwo odnieśli Amerykanin Rajeev Ram i Brytyjczyk Joe Salisbury[363] oraz Węgierka Tímea Babos i Francuzka Kristina Mladenovic (obie po raz drugi)[364]. Po triumf w grze mieszanej sięgnęli Chorwat Nikola Mektić i Czeszka Barbora Krejčíková (po raz drugi)[365]. Łukasz Kubot i Iga Świątek dotarli do ćwierćfinału debla[366], Weronika Baszak do finału gry pojedynczej dziewcząt[367], natomiast Mikołaj Lorens do finału gry podwójnej chłopców[368].
- 31 stycznia–2 lutego:
  - Mistrzostwa Czterech Kontynentów w łyżwiarstwie szybkim w Stanach Zjednoczonych. W klasyfikacji medalowej najlepsi okazali się reprezentanci Korei Południowej, którzy pokonali Amerykanów i Kanadyjczyków[369].
  - 7. edycja Nordic Combined Triple w kombinacji norweskiej w austriackim Seefeld. Po pierwsze w karierze zwycięstwo sięgnął Nowerg Jarl Magnus Riiber[370].
- 1–2 lutego – 71. Mistrzostwa Świata w kolarstwie przełajowym w szwajcarskim Dübendorf. Tytuły mistrzowskie wywalczyli reprezentanci Holandii – Mathieu van der Poel (po raz trzeci)[371] i Ceylin del Carmen Alvarado[372].
- 2 lutego:
  - 54. edycja Super Bowl w futbolu amerykańskim w Miami, w stanie Floryda. W finale zawodnicy Kansas City Chiefs pokonali rywali z San Francisco 49ers 31:20. MVP meczu został Teksańczyk Patrick Mahomes[373].
  - 6. edycja kolarskiego wyścigu Cadel Evans Great Ocean Road Race w australijskim Geelong. Jako pierwszy linię mety przekroczył Belg Dries Devenyns z grupy Deceuninck-Quick Step[374].
- 8 lutego:
  - Szwed Armand Duplantis wynikiem 6,17 metrów pobił halowy rekord świata w skoku o tyczce podczas mityngu Copernicus Cup w Toruniu[375].
  - podczas gali bokserskiej w Allentown, w stanie Pensylwania odbyły się walki bokserskie o tytuły mistrzowskie. W pierwszej z nich Amerykanin Gary Russell Jr. pokonał jednogłośną decyzją sędziów Mongolczyka Tugstsogta Nyambayara, dzięki czemu obronił pas federacji WBC w wadze piórkowej[376]. W drugiej natomiast Kubańczyk Guillermo Rigondeaux zdobył wakujący pas federacji WBA w wadze koguciej za sprawą pokonania niejednogłośną decyzją sędziów Wenezuelczyka Liborio Solísa[377].
  - podczas gali bokserskiej w Kijowie Rosjanin Artiom Dalakian pokonał jednogłośnie na punkty Wenezuelczyka Josbera Pereza, dzięki czemu obronił tytuł mistrza świata federacji WBA w wadze muszej[378].
  - podczas gali bokserskiej w Panamie Portorykańczyk Wilfredo Méndez pokonał w dziewiątej rundzie przez techniczny nokaut Kolumbijczyka Gabriela Mendozę, dzięki czemu obronił tytuł mistrza świata federacji WBO w wadze junior muszej[379].
  - w trakcie gali bokserskiej w niemieckim Göppingen reprezentant RPA Kevin Lerena pokonał w szóstej rundzie przez techniczny nokaut Niemca Firata Arslana, dzięki czemu obronił mistrzowski pas federacji IBO w wadze junior ciężkiej[380].
- 3–9 lutego – 39. edycja snookerowego turnieju World Grand Prix w angielskim Cheltenham. W finale Australijczyk Neil Robertson pokonał 10:8 Szkota Graeme’a Dotta 10:8. To czwarty tytuł w karierze Robertsona, który uzyskał także najwyższego brejka (142 punkty)[381].
- 4–9 lutego – 22. Mistrzostwa Czterech Kontynentów w łyżwiarstwie figurowym w Seulu. W rywalizacji solistów najlepsi okazali się reprezentanci Japonii – Yuzuru Hanyū i Rika Kihira (po raz drugi)[382]. W zmaganiach par sportowych triumf odnieśli reprezentanci Chin, Sui Wenjing i Han Cong (po raz szósty). W rywalizacji par tanecznych po zwycięstwo sięgnęli Amerykanie – Madison Chock i Evan Bates (po raz drugi). Hanyu pobił przy okazji rekord świata, uzyskując 111,82 punktu przy utworze Fryderyka Chopina[383].
  - 29. finał Klubowego Pucharu Świata w koszykówce w hiszpańskiej Teneryfie. W finale koszykarze Iberostar Teneryfa pokonali rywali włoskiego Segafredo Virtus Bolonia 80:72. Brązowy medal zdobyli zawodnicy argentyńskiego San Lorenzo de Almagro, którzy wygrali z amerykańskim Rio Grande Valley Vipers. Najbardziej wartościowym zawodnikiem turnieju został Brazylijczyk Marcelo Huertas[384].
  - 3. edycja turnieju Willingen Five w skokach narciarskich. Zwycięstwo odniósł Niemiec Stephan Leyhe. Zawody zostały skrócone do jednego konkursu przez szalejący nad Niemcami orkan Sabina[385].
- 8–9 lutego – 49. edycja turnieju Europa 16 w tenisie stołowym w szwajcarskim Montreux. Zarówno wśród mężczyzn, jak i u kobiet, zwyciężyli reprezentanci Niemiec – Timo Boll (po raz drugi) i Petrissa Solja (po raz drugi z rzędu)[386].
- 9 lutego – zakończył się 16. sezon Pucharu Kontynentalnego w skokach narciarskich kobiet. Triumf w klasyfikacji końcowej odniosła Rosjanka Ksienija Kabłukowa. Nieoficjalnie najlepszą reprezentacją okazały się Niemki[387].
- 13 lutego – Holenderska drużyna sprinterska kobiet (w składzie: Letitia de Jong, Femke Kok i Jutta Leerdam) wynikiem 1 minuty 24 sekund i 2 tysięcznych sekundy poprawiła rekord świata w trakcie Mistrzostw Świata w łyżwiarstwie szybkim na dystansach w Salt Lake City[388].
- 14 lutego – podczas Mistrzostw Świata w łyżwiarstwie szybkim na dystansach w Salt Lake City pobite zostały dwa rekordy świata. Kanadyjczyk Graeme Fish przejechał dystans 10 kilometrów z czasem 12 minut 33 sekund i 86 setnych sekundy[389].
- 15 lutego:
  - Szwed Armand Duplantis podczas mityngu IAAF World Indoor Tour w Glasgow wynikiem 6,18 metrów po raz drugi w tym miesiącu pobił halowy rekord świat w skoku o tyczce[390].
  - podczas gali w Nashville, w stanie Tennessee, Amerykanin Caleb Plant obronił pas IBF w wadzie superśredniej dzięki pokonaniu przez techniczny nokaut w dziesiątej rundzie Niemca Vincenta Feigenbutza[391].
  - w trakcie trwania Mistrzostw Świata w łyżwiarstwie szybkim na dystansach w Salt Lake City poprawione zostały trzy rekordy świata. Rosjanin Pawieł Kuliżnikow zakończył bieg na 1000 metrów z czasem 1 minuty 5 sekund i 69 setnych sekundy[392], natomiast jego rodaczka Natalja Woronina przecięła linię mety w wyścigu na 5 kilometrów z rezultatem na poziomie 6 minut 39 sekund i 2 tysięcznych sekundy[393]. Japońska drużyna pościgowa kobiet (w składzie: Ayano Satō, Miho Takagi i Nana Takagi) przejechały dystans z wynikiem na poziomie 2 minut 50 sekund i 76 setnych sekundy[394].
- 9–16 lutego – 47. Mistrzostwa Świata w żeglarskiej klasie Laser w Melbourne. Tytuł mistrzowski wywalczył Niemiec Philipp Buhl[395].
- 10–16 lutego:
  - 71. Mistrzostwa Europy w zapasach w Rzymie. Klasyfikację medalową wygrała reprezentacja Rosji przed Bułgarami i Białorusinami. Złoto dla Polski wywalczył Magomedmurad Gadżijew (do 70 kg)[396], natomiast srebro Robert Baran (powyżej 125 kg)[397].
  - 29. edycja snookerowego turnieju Welsh Open w walijskim Cardiff. W angielskim finale Shaun Murphy pokonał Kyrena Wilsona 9:1. W trakcie turnieju Wilson uzyskał maksymalnego brejka[398].
- 11–16 lutego – 8. Drużynowe Mistrzostwa Europy w badmintonie we francuskim Liévin. Zarówno wśród mężczyzn, jak i u kobiet, po tytuły mistrzowskie sięgnęli reprezentanci Danii[399].
- 13–16 lutego – 20. Mistrzostwa Świata w łyżwiarstwie szybkim na dystansach w amerykańskim Kearns. Triumf w klasyfikacji medalowej odnieśli Holendrzy przed reprezentantami Rosji i Kanady. Brąz dla Polski zdobył żeńska drużyna sprinterska (w składzie: Natalia Czerwonka, Andżelika Wójcik i Kaja Ziomek). W trakcie zawodów padło sześć rekordów świata. Poprawili je Rosjanin Pawieł Kuliżnikow (czas: 1:05.69 na dystansie 1000 m), Kanadyjczyk Graeme Fish (czas: 12:33.86 sekundy na dystansie 10 km), Rosjanka Natalja Woronina (czas: 6:39.02 sekundy na dystansie 5 km) oraz sztafeta pościgowa (czas: 2:50.76; w składzie: Ayano Satō, Miho Takagi i Nana Takagi) i sprinterska (czas: 1:24.02; w składzie: Letitia de Jong, Femke Kok i Jutta Leerdam)[400][401].
- 14–16 lutego – 54. Mistrzostwa Europy w bobslejach w łotewskiej Siguldzie. W rywalizacji dwójek mężczyzn po tytuł sięgnęli reprezentanci Łotwy – Oskars Ķibermanis i Matīss Miknis[402], natomiast w zmaganiach dwójek kobiet zwycięstwo odniosły Rosjanki – Nadieżda Siergiejewa i Jelena Mamiedowa[403].
- 15–16 lutego:
  - 49. Mistrzostwa Świata w saneczkarstwie na torach lodowych w rosyjskim Soczi. W rywalizacji jedynek, zarówno w wyścigu sprinterskim, jak i długim, najlepsi okazali się reprezentanci Rosji – Roman Riepiłow[404][405] i Jekatierina Katnikowa[404][406]. W zmaganiach dwójek w wyścigu długim zwycięstwo odnieśli reprezentanci Niemiec – Toni Eggert i Sascha Benecken (po raz trzeci z rzędu)[406], natomiast w sprincie po triumf sięgnęli Rosjanie – Aleksandr Dienisjew i Władisław Antonow[404]. Najlepszą sztafetą okazała się reprezentacja Niemiec (w składzie: Julia Taubitz, Johannes Ludwig oraz Eggert i Benecken)[405].
  - 25. Mistrzostwa Europy w skeletonie w łotewskiej Siguldzie. Wśród mężczyzn najlepszy okazał się Łotysz Martins Dukurs (po raz jedenasty)[407], natomiast u kobiet Rosjanka Jelena Nikitina (po raz trzeci)[408].
- 16 lutego:
  - zakończył się 36. sezon Pucharu Świata w bobslejach. W klasyfikacji dwójek i czwórek mężczyzn po trzecie zwycięstwo w karierze sięgnął Niemiec Francesco Friedrich. Dokonał tego wraz z Candy Bauerem, Florianem Bauerem, Christopherem Weberem, Martinem Grothkoppem, Christianem Raspem, Alexandrem Schüllerem i Thorstenem Margisem[409]. W rywalizacji dwójek kobiet zwycięstwo odniosła jego rodaczka Stephanie Schneider. W trakcie zjazdów towarzyszyły jej Kira Lipperheide, Ann-Christin Strack, Leonie Fiebig i Lisette Thöne[410].
  - zakończył się 23. sezon Pucharu Świata w short tracku. W klasyfikacji generalnej biegu na 500 metrów najlepsi okazali się Kanadyjka Kim Boulin[411] i Węgier Sándor Liu Shaolin[412]. Polka Natalia Maliszewska zajęła 6. miejsce w zmaganiach na najkrótszym dystansie. W wyścigach na 1000 i 1500 metrów zwycięstwo odnieśli Holenderka Suzanne Schulting (po raz trzeci)[413][414] i reprezentant Korei Południowej Park Ji-won[415][416]. W biegu na 3000/5000 metrów po kryształową kulę sięgnęły Holenderki[417] oraz Rosjanie[418]. W wyścigu na 2000 metrów najlepszą sztafetą mieszaną okazała się reprezentacja Rosji[419].
  - zakończył się 24. sezon Pucharu Świata w skeletonie. W klasyfikacji generalnej mężczyzn najlepszy okazał się Łotysz Martins Dukurs[407], natomiast wśród kobiet Niemka Jacqueline Lölling (po raz trzeci)[408].
  - 69. Mecz Gwiazd NBA w koszykówce w Chicago, w stanie Illinois. Lepsza okazała się drużyna LeBrona Jamesa, która pokonała ekipę Janisa Andetokunmbo 157:155. MVP turnieju został urodzony na Florydzie Kawhi Leonard[420].
  - 62. edycja wyścigu NASCAR Daytona 500. Jako pierwszy linię mety przekroczył Kalifornijczyk Denny Hamlin, który reprezentował ekipię Joe Gibbs Racing[421].
  - Marcin Gortat, najlepszy w historii polski koszykarz, zakończył sportową karierę[422].
- 19 lutego – zakończenie kariery ogłosiła Amerykanka Heather Bergsma, medalistka olimpijska i mistrzostw świata oraz wielokrotna zdobywczyni Pucharu Świata w łyżwiarstwie szybkim[423].
- 21 lutego – Wenezuelka Yulimar Rojas wynikiem 15 metrów i 43 centymetrów poprawiła halowy rekord świata w trójskoku[424].
- 19–22 lutego – 10. Mistrzostwa Świata w bandy kobiet w Oslo. W finale Szwedki pokonały Rosjanki 3:1. To dziewiąte mistrzostwo w historii tej reprezentacji. Brąz wywalczyły Norweżki, które wygrały 6:1 z Finkami. Najbardziej wartościową zawodniczką turnieju została Szwedka Matilda Plan. Wyróżnione zostały również jej rodaczki – Sara Carlström (bramkarka), Malin Kuul (defensorka) i Tilda Ström (atakująca). Najlepszą pomocnicą została wybrana Rosjanka Galina Michajłowa, natomiast nagrodę Fair Play otrzymały reprezentantki Japonii[425].
- 22 lutego:
  - podczas gali bokserskiej w Paradise (Nevada)Paradise, w stanie Nevada, odbyły się dwie walki o obronę tytułu mistrza świata. W wadze ciężkiej o pas federacji WBC Brytyjczyk Tyson Fury pokonał obrońcę tytułu, Amerykanina Deontaya Wildera przez techniczny nokaut w siódmej rundzie[426]. W wadze super koguciej Meksykanin Emanuel Navarrete obronił pas federacji WBO dzięki pokonaniu w jedenastej rundzie przez techniczny nokaut Filipińczyka Jeo Santisimy[427].
  - 28. edycja World Club Challenge w rugby league w angielskim St Helens. W finale zawodnicy Sydney Roosters pokonali 20:12 gospodarzy z St Helens. To piąty tytuł w historii tego klubu[428].
- 12–23 lutego – 51. Mistrzostwa Świata w biathlonie we włoskim Rasen-Antholz. W klasyfikacji medalowej triumfowali reprezentanci Norwegii przed Francuzami i Włochami. Najlepiej z Polaków spisała się Monika Hojnisz-Staręga, która w biegu masowym zajęła czwarte miejsce[429].
- 15–23 lutego – 1. edycja FIS Ski Tour w biegach narciarskich. Zwycięstwo odnieśli reprezentanci Norwegii – Pål Golberg[430] i Therese Johaug[431].
- 19–23 lutego – 21. edycja WGC-Mexico Championship, czyli nieoficjalnych Mistrzostw Świata w golfie w meksykańskim Naucalpan. Tytuł mistrzowski wywalczył Amerykanin Patrick Reed[432].
- 20–23 lutego – 11. edycja snookerowego turnieju Shoot-Out w angielskim Watford. W finale Anglik Michael Holt pokonał Chińczyka Zhou Yuelonga 64:1. Najwyższego brejka uzyskał Malezyjczyk Thor Chuan Leong (133 punkty)[433].
- 21–23 lutego – 28. Mistrzostwa Europy w saneczkarstwie na torach naturalnych w Moskwie. W zmaganiach jedynek zwycięstwo odnieśli Austriak Michael Scheikl i Włoszka Evelin Lanthaler. W rywalizacji dwójek najlepsi okazali się reprezentanci Włoch – Patrick Pigneter i Florian Clara. Po triumf w wyścigu drużynowym również sięgnęli Włosi – Pigneter, Lanthaler i Alex Gruber[434].
- 27 lutego – reprezentanci Danii (w składzie: Lasse Norman Hansen, Julius Johansen, Frederik Rodenberg i Rasmus Pedersen) w trakcie MŚ w kolarstwie torowym w Berlinie trzykrotnie poprawiali rekord świata w drużynowym wyścigu pościgowym. W kwalifikacjach pojechali z czasem 3:46:579 sekundy. W pierwszej rundzie uzyskali czas 3:46.203 sekundy. W finale natomiast wykręcili rezultat na poziomie 3:44.672 sekundy[435].
- 21–28 lutego:
  - 31. (36. u kobiet) Mistrzostwa Świata w żeglarskiej klasie Laser Radial w Melbourne. Wśród mężczyzn najlepszy okazał się Rosjanin Daniił Kruczich, natomiast u kobiet Holenderka Marit Bouwmeester. Piąte miejsce zajęła Magdalena Kwaśna[436].
  - 2. edycja kolarskiego wyścigu UAE Tour w Zjednoczonych Emiratach Arabskich. Najlepszy okazał się Brytyjczyk Adam Yates z australijskiej grupy Mitchelton-Scott. W klasyfikacji punktowej triumfował Australijczyk Caleb Ewan (Lotto-Souda), natomiast sprinterskiej Serb Veljko Stojnić (Vini Zabù–KTM). Klasyfikację drużynową wygrała grupa UAE Team Emirates. Wyścig został skrócony ze względu na wykrycie u dwóch kolarzy SARS-CoV-2[437].
- 23–29 lutego:
  - 15. Mistrzostwa Świata w widsurfingowej klasie RS:X w nowozelandzkim Auckland. Po tytuły mistrzowskie sięgnęli reprezentanci Holandii – Kiran Badloe i Lilian de Geus[438].
- 28–29 lutego – 51. Mistrzostwa świata w łyżwiarstwie szybkim w wieloboju sprinterskim w norweskim Hamarze. Po tytuły mistrzowskie sięgnęli reprezentanci Japonii – Tatsuya Shinhama i Miho Takagi[439].
- 29 lutego:
  - zakończył się 54. sezon Pucharu Świata w narciarstwie alpejskim kobiet. Klasyfikację generalną wygrała Federica Brignone. Włoszka zwyciężyła także w dwóch poszczególnych specjalizacjach – gigancie i superkombinacji. W pozostałych klasyfikacjach zwycięstwo odnieśli Szwajcarka Corinne Suter (zjazd i supergigant) oraz Słowaczka Petra Vlhová (slalom i slalom równoległy). Puchar Narodów wywalczyła reprezentacja Włoch. Konkursy w niemieckim Ofterschwang nie odbyły się z powodu niekorzystnej pogody, natomiast zawody w szwedzkim Åre i włoskiej Cortinie d’Ampezzo na skutek szerzącej się pandemii SARS-CoV-2[440][441].
  - 75. (25. u kobiet) edycja kolarskiego wyścigu Omloop Het Nieuwsblad w Belgii. W rywalizacji mężczyzn jako pierwszy linię mety przeciął Belg Jasper Stuyven z amerykańskiej grupy Trek-Segafredo[442]. W zmaganiach kobiet najlepsza okazała się Holenderka Annemiek van Vleuten z australijskiej grupy Mitchelton–Scott[443].
  - 1. edycja konkursu jeździeckiego Saud Cup w arabskim Rijad. Zwycięstwo odniósł panamski dżokej Luis Saez na amerykańskim koniu Maximum Security. Trenerem załogi był Amerykanin Jason Servis[444].

### Marzec
- 21 lutego–1 marca – 64. Mistrzostwa Świata w bobslejach i skeletonie w niemieckim Altenbergu. Pięć z czterech złotych medali wywalczyli reprezentanci Niemiec. Zarówno w czwórkach, jak i dwójkach bobsleistów, najlepszym prowadzącym okazał się Francesco Friedrich[445][446]. W dwójkach bobleistek triumf odniosły Amerykanki – Kaillie Humphries (po raz trzeci) i Lauren Gibbs[447]. W rywalizacji jedynek skeletonistów tytuły mistrzowskie wywalczyli Christopher Grotheer[448] i Tina Hermann (po raz trzeci)[449]. Sztafetę mieszaną wygrali Jacqueline Lölling i Alexander Gassner[450].
- 23 lutego–1 marca – 49. Mistrzostwa Europy w strzelaniu z 10 metrów we Wrocławiu. Klasyfikację medalową wygrała reprezentacja Rosji przed Szwedami i Serbami. Polacy wywalczyli trzy medale. Srebro zdobyły Beata Bartków-Kwiatkowska, Klaudia Breś i Joanna Tomala (pistolet pneumatyczny)[451]. Po brąz sięgnęli Łukasz Czapla (ruchoma tarcza)[452] oraz Natalia Kochańska, Agnieszka Nagay i Aneta Stankiewicz (karabin pneumatyczny)[453].
- 24 lutego–1 marca – 10. edycja snookerowego Players Championship w angielskim Southport. W finale Judd Trump pokonał Chińczyka Yan Bingtao 10:4. To drugi tytuł w karierze Anglika. Najwyższego brejka uzyskał Australijczyk Neil Robertson (140 punktów)[454].
- 26 lutego–1 marca:
  - 117. Mistrzostwa Świata w kolarstwie torowym w Berlinie. Triumf w klasyfikacji medalowej odnieśli reprezentanci Holendrzy przed reprezentantami Niemiec i Stanów Zjednoczonych. Brąz w omnium dla Polski zdobyła Daria Pikulik[455][456].
  - 27. Mistrzostwa Europy w biathlonie w Mińsku. W klasyfikacji medalowej zwycięstwo odnieśli Białorusini przed Rosjanami i Norwegami. Polska sztafeta mieszana (w składzie: Kinga Zbylut, Kamila Żuk, Łukasz Szczurek i Grzegorz Guzik) zajęła w rywalizacji czwarte miejsce[457][458]
- 29 lutego–1 marca – 114. Mistrzostwa świata w łyżwiarstwie szybkim w wieloboju w norweskim Hamarze. Tytuły mistrzowskie wywalczyli reprezentanci Holandii – Patrick Roest (po raz trzeci z rzędu) i Ireen Wüst (po raz siódmy)[459].
- 1 marca:
  - zakończył się 43. sezon Pucharu Świata w saneczkarstwie na torach lodowych. W klasyfikacji jedynek zwycięstwo odnieśli Rosjanin Roman Riepiłow (po raz drugi)[460] i Niemka Julia Taubitz[461]. Obaj sięgnęli po triumf także w punktacji sprintu. W zmaganiach dwójek najlepsi okazali się reprezentanci Niemiec – Toni Eggert i Sascha Benecken (po raz piąty)[461]. W rywalizacji sprinterskiej triumf odnieśli Łotysze – Andris i Juris Šicsowie. W sztafecie mieszanej kryształową kulę wywalczyły ex-aequo reprezentacje Rosji i Włoch[460].
  - 8. edycja Maratonu Tokijskiego. Jako pierwsi linię mety przecięli Etiopczyk Birhanu Legese i Izraelitka Lonah Chemtai Salpeter[462].
- 2 marca – z powodu epidemii COVID-19 zaplanowane na połowę marca Mistrzostwa świata w short tracku w Seulu zostały odwołane[463].
- 4 marca – reprezentantka Bahrajnu Ruth Jebet, mistrzyni olimpijska w biegu na 3000 m z przeszkodami kobiet, została zdyskwalifikowana na okres czterech lat za stosowanie niedozwolonej substancji dopingującej – rekombinowanej erytropoeptyny[464].
- 5 marca – na skutek COVID-19 na terenie Włoch wyścig kolarski Strade Bianche został odwołany[465].
- 6 marca:
  - 24. Mistrzostwa Świata w półmaratonie, które pierwotnie miały odbyć się 29 marca w Gdyni, zostały przełożone na 17 października. Powodem szerzenie się zakażeń wirusem SARS-CoV-2[466].
  - wyścigi kolarskie, które odbywają się na terenie Włoch – Milan-San Remo i Tirreno-Adriatico – zostały odwołane z powodu epidemii COVID-19 w tym kraju[467].
  - w wieku 87 lat zmarł Amerykanin Henri Richard, najbardziej utytułowany hokeista w historii NHL. Z drużyną Montreal Canadiens jedenastokrotnie sięgnął po Puchar Stanleya[468].
- 7 marca:
  - zakończył się 39. sezon Pucharu Świata w biegach narciarskich. Po triumf w klasyfikacji generalnej sięgnęli Rosjanin Aleksandr Bolszunow i Norweżka Therese Johaug (po raz trzeci). Bolszunow i Johaug zdobyli także małe kryształowe kule za wygranie klasyfikacji biegów długodystansowych. W punktacji sprinterskiej najlepsi okazali się Norweg Johannes Høsflot Klæbo i Szwedka Linn Svahn. Puchar Narodów zdobyła reprezentacja Norwegii. Z powodu pandemii COVID-19 zostały odwołane zawody kanadyjskim Quebecu i Canmore oraz amerykańskim Minneapolis. W związku z tym odwołana została także 1. edycja Sprint Tour[469].
  - zakończył się 37. sezon Pucharu Świata w kombinacji norweskiej. Kryształową kulę obronił Norweg Jarl Magnus Riiber, natomiast jego reprezentacja sięgnęła po Puchar Narodów. Riiber zwyciężył także w klasyfikacji skoków. W punktacji biegaczy najlepszy okazał się Fin Ikka Herola. Sezon pierwotnie miał zakończyć się w niemieckim Schonach, jednak ze względu na problemy z naśnieżeniem skoczni i tras biegowych na skutek wysokich temperatur zawody zostały odwołane[470].
  - zakończył się 54. sezon Pucharu Świata w narciarstwie alpejskim mężczyzn. Zwycięstwo w klasyfikacji generalnej po raz pierwszy w karierze wywalczył Norweg Aleksander Aamodt Kilde. Małe kryształowe kule za poszczególne specjalizacje zdobyli jego rodak Henrik Kristoffersen (slalom i slalom gigant), Francuz Alexis Pinturault (superkombinacja) oraz reprezentanci Szwajcarii – Beat Feuz (zjazd), Mauro Caviezel (supergigant) i Loïc Meillard (slalom równoległy). Puchar Narodów wywalczyła reprezentacja Szwajcarii. Z powodu pandemii COVID-19 zawody w słoweńskiej Kranjskiej Gorze i włoskiej Cortinie d’Ampezzo, które kończyły sezon zostały odwołane[471].
- 6–8 marca – 18. edycja dartowego turnieju UK Open w angielskim Minehead. W finale Michael van Gerwen pokonał Walijczyka Gerwyn Price’a 11:9. To trzeci tytuł w karierze Holendra, który wspólnie z Belgiem Dimitri Van den Bergha uzyskał najlepszy wynik w jednym podejściu (170 punktów)[472].
- 8 marca:
  - zakończył się 40. sezon Pucharu Świata w narciarstwie dowolnym. Kryształową kulę za wygranie klasyfikacji generalnej zdobyli Kanadyjczyk Mikaël Kingsbury (po raz dziewiąty z rzędu) i Francuzka Perrine Laffont (po raz drugi z rzędu). Kingsbury i Laffont triumfowali również w jeździe na podwójnych muldach. W jeździe na muldach triumfowali Kanadyjczyk Kevin Drury i Szwedka Sandra Näslund. W skokach akrobatycznych zwyciężyli Szwajcar Noé Roth i Australijka Laura Peel. W zmaganiach halfpipe najlepsi okazali się Amerykanin Aaron Blunck i Rosjanka Walerija Demidowa. W rywalizacji slopestyle reprezentanci Szwajcarii – Andri Ragettli i Sarah Höfflin. Małą kryształową kulę za wygranie dyscypliny Big Air zdobyli Norweg Birk Ruud i Szwajcarka Giulio Tanno. Puchar Narodów wywalczyła reprezentacja Kanady. W związku z COVID-19 sezon został zakończony przedwcześnie.
  - zakończyła się 29. edycja Pucharu Kontynentalnego w skokach narciarskich mężczyzn. W klasyfikacji generalnej triumfował Austriak Clemens Leitner. Z powodu szerzącej się pandemii COVID-19 kończące sezon zawody Zakopanem i Czajkowskij zostały odwołane[473].
- 6–11 marca – 4. edycja turnieju Raw Air w skokach narciarskich mężczyzn. Przedwcześnie zakończone z powodu pandemii COVID-19 zawody po raz drugi w karierze wygrał Polak Kamil Stoch[474].
- 8–11 marca – 2. edycja turnieju Raw Air w skokach narciarskich kobiet. Przedwcześnie zakończone z powodu pandemii COVID-19 zawody po raz drugi z rzędu wygrała Norweżka Maren Lundby[475].
- 11 marca:
  - zakończył się 41. sezon Pucharu Świata w skokach narciarskich mężczyzn. Zarówno w klasyfikacji skoków, jak i klasyfikacji lotów, najlepszy po raz drugi w karierze okazał się Austriak Stefan Kraft. Puchar Narodów wywalczyła reprezentacja Niemiec. Dawid Kubacki uplasował się na czwartym, natomiast Kamil Stoch na piątym miejscu. Reprezentacja Polski zakończyła zmagania na 4. pozycji. Sezon został zakończony przedwcześnie, gdyż zawody w norweskim Trondheim i Vikersund odwołano z powodu szerzącej się pandemii COVID-19[476].
  - zakończył się 9. sezon Pucharu Świata w skokach narciarskich kobiet. Po raz trzeci z rzędu klasyfikację generalną wygrała Norweżka Maren Lundby. Reprezentacja Austrii wywalczyła Puchar Narodów. Z powodu szerzącej się pandemii COVID-19 sezon został przedwcześnie zakończony, gdyż odwołano turniej Russian Tour Blue Bird na skoczniach w Niżnym Tagile i Czajkowskij[477].
- 12 marca – Władze Międzynarodowej Federacji w tenisie ziemnym odwołały wszystkie turnieje tenisowe zarówno wśród mężczyzn (ATP), jak i u kobiet (WTA). Powodem Pandemia COVID-19[478][479].
- 10–13 marca – Akademickie Mistrzostwa Świata w łyżwiarstwie szybkim w Amsterdamie. Zwycięstwo w klasyfikacji medalowej odnieśli Holendrzy. Reprezentacja Polski wywalczyła sześć medali. Po złoto sięgnął Marcin Bachanek (bieg na 1500 metrów). Srebro zdobyły Kaja Ziomek (500 metrów), Magdalena Czyszczoń (5000 metrów) oraz drużyna mężczyzn (w składzie: Bachanek, Dawid Burzykowski i Szymon Palka) i kobiet (w składzie: Czyszczoń, Karolina Gądecka i Olga Kaczmarek). Brąz wywalczyła Andżelika Wójcik (500 metrów)[480].
- 13 marca:
  - zakończył się 26. sezon Pucharu Świata w snowboardzie. W klasyfikacji generalnej triumfowali Włoch Roland Fischnaller i Niemka Ramona Theresia Hofmeister. Obaj zdobyli również małą kryształową kulę za wygranie klasyfikacji slalomu giganta równoległego. W pozostałych konkurencjach najlepsi okazali się Austriak Andreas Prommegger i Szwajcarka Julie Zogg (slalom równoległy), Austriak Alessandro Hämmerle i Włoszka Michela Moioli (snowboard cross), Australijczyk Scotty James i Chinka Cai Xuetong (jazda dowolna i halfpipe), Japończyk Rui Tobita i Brytyjka Katie Ormerod (slopestyle) oraz Amerykanin Chris Corning i Japonka Reira Iwabuchi (Big Air). Puchar Narodów wywalczyli reprezentanci Włoch. Sezon zakończył się przedwcześnie z powodu pandemii COVID-19[481].
  - tegoroczne Giro d’Italia zostało przełożone na jesień. Powodem pandemia COVID-19[482].
  - Francuz Martin Fourcade, który obok Norwega Ole Einara Bjørndalena jest najbardziej utytułowanym biathlonistą w historii tej dyscypliny sportowej, ogłosił zakończenie sportowej kariery[483].
- 14 marca – zakończył się 43. sezon Pucharu Świata w biathlonie. Kryształową kulę za wygranie klasyfikacji generalnej obronili Norweg Johannes Thingnes Bø[484] i Włoszka Dorothea Wierer[485]. Obydwoje wygrali również kryształową kulę za wygranie klasyfikacji biegu masowego. W pozostałych klasyfikacji zwyciężyli Francuz Martin Fourcade (sprint i bieg indywidualny) i jego rodak Émilien Jacquelin (bieg pościgowy), a także Niemka Denise Hermann (sprint), Norweżka Tiril Eckhoff (bieg pościgowy) oraz Szwedka Hanna Öberg (bieg indywidualny). Puchar Narodów wywalczyła reprezentacja Norwegii.
- 14 marca – Finka Kaisa Mäkäräinen, trzykrotna zdobywczyni Pucharu Świata w biathlonie, ogłosiła zakończenie sportowej kariery[486].
- 8–15 marca – 78. edycja kolarskiego wyścigu Paryż-Nicea. W skróconej przez pandemię COVID-19 rywalizacji najlepszy okazał się Niemiec Maximilian Schachmann z grupy Bora-Hansgrohe. W klasyfikacji punktowej triumfował Belg Tiesj Benoot (Team Sunweb), natomiast w punktacji górskiej Francuz Nicolas Edet (Cofidis). Najlepszą drużyną okazała się niemiecka grupa Team Sunweb[487].
- 11–15 marca – 5. edycja snookerowego turnieju Gibraltar Open. W angielskim finale Judd Trump pokonał Kyrena Wilsona 4:3. Anglik uzyskał także najwyższego brejka (144 punkty)[488].
- 12–15 marca – 47. edycja golfowego turnieju Players Championship w amerykańskim Ponte Vedra Beach, w stanie Floryda. Turniej został przerwany, a następnie odwołany z powodu pandemii COVID-19[489].
- 13–15 marca – planowane Grand Prix Australii, inaugurujące kolejny sezon Mistrzostw Świata Formuły 1, zostało odwołane z powodu pandemii COVID-19[490].
- 15 marca – zakończył się 28. sezon Pucharu Świata w saneczkarstwie na torach naturalnych. W rywalizacji jedynek najlepsi okazali się Austriak Thomas Kammerlander i Włoszka Evelin Lanthaler. W zmaganiach dwójek po jedenasty triumf w karierze sięgnęli reprezentanci Włoch – Patrick Pigneter i Florian Clara[491].
- 17 marca:
  - Pandemia COVID-19:
    - Europejska Federacja Piłkarska UEFA ogłosiła, że tegoroczne EURO 2020, czyli Mistrzostwa Europy w piłce nożnej mężczyzn zostaną przełożone na rok 2021[492].
    - organizatorzy Rolanda Garrosa powiadomili, że tegoroczny wielkoszlemowy turniej French Open w tenisie ziemnym zostanie przeniesiony na przełom września i października bieżącego roku[493].
    - władze Międzynarodowej Federacji w hokeju na lodzie (IIHF) odwołały tegoroczne Mistrzostwa §wiata w hokeju na lodzie mężczyzn i kobiet zarówno w zmaganiach elit, jak i niższych dywizji[494].
    - jednodniowy wyścig kolarski Amstel Gold Race został odwołany[495].
- 13–21 marca – 51. Mistrzostwa Świata w żeglarskiej klasie 470 w Hiszpanii zostały odwołane z powodu pandemii COVID-19[496].
- 12–22 marca – 47. (32. u kobiet) edycja tenisowego turnieju Indian Wells Masters w Kalifornii. Z powodu COVID-19 turniej został odwołany[497].
- 14–22 marca – 42. Mistrzostwa Świata w curlingu kobiet w kanadyjskim Prince George. Na skutek szerzącej się pandemii koronawirusa zawody zostały odwołane[498].
- 16–22 marca – 110. Mistrzostwa Świata w łyżwiarstwie figurowym w Montrealu. Zostały odwołane z powodu epidemii COVID-19[499].
- 17–22 marca – 2. edycja snookerowego turnieju Tour Championship w walijskim Llandudno. W związku z pandemią COVID-19 turniej wstrzymano i przełożono na lipiec[potrzebny przypis].
- 16–22 marca – 110. Mistrzostwa Świata w łyżwiarstwie figurowym w Montrealu. Zostały odwołane z powodu epidemii COVID-19[500].
- 19–22 marca – 26. Mistrzostwa Świata w lotach narciarskich w słoweńskiej Planicy. Zawody zostały odwołane i przeniesione na kolejny sezon z powodu szerzącej się epidemii COVID-19[476].
- 24 marca – Międzynarodowy Komitet Olimpijski poinformował, że w związku z pandemią COVID-19 podjęto decyzję o przełożeniu Letnich Igrzysk Olimpijskich w Tokio na rok 2021[501].
- 28 marca – planowana 25. edycja Pucharu Świata w jeździectwie w Dubaju została odwołana w związku z pandemią COVID-19[502].
- 16–29 marca – planowana 36. edycja tenisowego turnieju Miami Open na Florydzie, z powodu pandemii COVID-19, została odwołana[503].
- 23–29 marca – 100. edycja kolarskiego wyścigu Volta Ciclista a Catalunya, czyli Wyścigu Dookoła Katalonii. Wyścig został odwołany z powodu pandemii koronawirusa[504].
- 25–29 marca – 22. edycja WGC-Dell Technologies Match Play, czyli nieoficjalnych Mistrzostw Świata w golfie w amerykańskim Austin, w stanie Teksas. Mistrzostwa zostały odwołane na skutek pandemii COVID-19[505].
- 30 marca – w związku z przesunięciem Letnich Igrzysk Olimpijskich na kolejny sezon, Mistrzostwa Świata w lekkoatletyce w amerykańskim Eugene zostały odroczone na rok 2022[506].

### Kwiecień
- 2 kwietnia – organizatorzy ogłosili, że z powodu szerzącej się pandemii COVID-19, tegoroczny wielkoszlemowy turniej tenisowy Wimbledon się nie odbędzie[507].

### Lipiec
- 3–5 lipca – w Austrii rozpoczął się, opóźniony przez pandemię COVID-19, 71. sezon Mistrzostw Świata Formuły 1. Wyścig po starcie z pole position wygrał kierowca Mercedesa, Valtteri Bottas, a na podium stanęli również Charles Leclerc (Ferrari) i Lando Norris (McLaren)[508].
- 13 lipca – organizatorzy Warsaw Judo Open ogłosili, że XXII edycja turnieju planowana na 26/27 września 2020 nie odbędzie się z powodu zagrożenia pandemii COVID-19[509].
- 29 lipca – zakończył się 8. sezon Mistrzostw Europy w jeździe na żużlu. Po tytuł sięgnął Brytyjczyk Robert Lambert[510].

### Sierpień
- 21 sierpnia – 49. finał Ligi Europy UEFA w piłce nożnej mężczyzn w Kolonii. Po raz szósty w historii najlepsza okazała się hiszpańska drużyna Sevilla FC, która pokonała włoski Inter Mediolan w dogrywce 3:2. Królem strzelców z dorobkiem ośmiu bramek został Portugalczyk Bruno Fernandes[511].
- 23 sierpnia – 28. finał Ligi Mistrzów UEFA w piłce nożnej mężczyzn w Lizbonie. Po raz szósty w historii tytuł wywalczyli piłkarze niemieckiego Bayernu Monachium, którzy pokonali zawodników francuskiego Paris Saint-Germain F.C. 1:0. Królem strzelców z dorobkiem 15 bramek został Polak Robert Lewandowski[512].
- 24–28 sierpnia – 26. Mistrzostwa Europy w kolarstwie szosowym we francuskim Plouay. W jeździe indywidualnej na czas najlepsi okazali się Szwajcar Stefan Küng i Holenderka Anna van der Breggen, natomiast w zmaganiach ze startu wspólnego triumfowali Włoch Giacomo Nizzolo i inna z reprezentantek Holandii, Annemiek van Vleuten. W rywalizacji mieszanej zwycięstwo odnieśli reprezentanci Niemiec. W wyścigu ze startu wspólnego brązowy medal wywalczyła Polka Katarzyna Niewiadoma[513].

### Wrzesień
- 31 sierpnia–13 września – 140. edycja wielkoszlemowego turnieju tenisowego US Open. W grze pojedynczej triumfowali Austriak Dominic Thiem[514] i Japonka Naomi Ōsaka (po raz drugi)[515]. W grze deblowej najlepsi okazali się Chorwat Mate Pavić i Brazylijczyk Bruno Soares oraz Niemka Laura Siegemund i Rosjanka Wiera Zwonariowa[516]. Rywalizacji w grze mieszanej nie rozegrano.
- 11–19 września – 31. edycja kolarskiego wyścigu kobiet Giro Rosa. Po raz trzeci w karierze najlepsza okazała się Holenderka Anna van der Breggen z grupy Boels–Dolmans. Drugie miejsce zajęła Polka Katarzyna Niewiadoma (Canyon-SRAM). W klasyfikacji punktowej zwyciężyła Holenderka Marianne Vos (CCC Liv), w punktacji górskiej Dunka Cecilie Uttrup Ludwig (FDJ Nouvelle-Aquitaine Futuroscope), natomiast wśród młodzieżowców najlepszy okazała się Nowozelandka Mikayla Harvey (Équipe Paule Ka). Zmagania drużynowe wygrała holenderska grupa CCC Liv][517].
- 29 sierpnia–20 września – 107. edycja kolarskiego wyścigu Tour de France. Zwycięstwo odniósł Tadej Pogačar z ekipy UAE Team Emirates. Słoweniec triumfował także w klasyfikacji górskiej i młodzieżowej. Najlepszą drużyną okazała się hiszpańska grupa Movistar Team. W klasyfikacji punktowej najlepszy okazał się Irlandczyk Sam Bennett (Deceuninck-Quick Step). Najaktywniejszym zawodnikiem został Szwajcar Marc Hirschi (Team Sunweb)[518].
- 18–20 września – 20. Mistrzostwa Europy w kajakarstwie górskim w Pradze. Klasyfikację medalową wygrali reprezentanci gospodarzy przed Słowakami i Francuzami. Polacy wywalczyli dwa brązowe medale – Mateusz Polaczyk indywidualnie (K1)[519] oraz drużyna C1 (w składzie: Grzegorz Hedwig, Kacper Sztuba i Szymon Zawadzki)[520].
- 24–27 września – 93. Mistrzostwa Świata w kolarstwie szosowym we włoskiej Imoli. Wśród mężczyzn najlepsi okazali się Francuz Julian Alaphilippe (jazda ze startu wspólnego)[521] i Włoch Filippo Ganna (jazda indywidualna na czas)[522] oraz Holenderka Anna van der Breggen (obydwie rywalizacje)[523].

### Październik
- 3 października – zakończył się 26. sezon Indywidualnych Mistrzostw Świata w jeździe na żużlu. Tytuł mistrzowski sprzed roku obronił Polak Bartosz Zmarzlik. Czwarte miejsce zajął Maciej Janowski[524].
- 27 września–11 października – 119. edycja wielkoszlemowego turnieju tenisowego French Open. W grze pojedynczej najlepsi okazali się Hiszpan Rafael Nadal (po raz trzynasty)[525] oraz Polka Iga Świątek[526]. W deblu zwycięstwo odnieśli Niemcy Kevin Krawietz i Andreas Mies (po raz drugi)[527] oraz Węgierka Tímea Babos i Francuzka Kristina Mladenovic[528]. Zmagań w grze mieszanej nie rozegrano.
- 9–11 października – 77. Mistrzostwa Europy w wioślarstwie w Poznaniu. Klasyfikację medalową wygrała reprezentacja Holandii przed Włochami i Rumunami. Polacy wywalczyli cztery medale. Po srebro w rywalizacji skiffistów sięgnął Natan Węgrzycki-Szymczyk. Brąz zdobyła czwórka mężczyzn bez sternika (w składzie: Mateusz Wilangowski, Mikołaj Burda, Marcin Brzeziński i Michał Szpakowski), czwórka podwójna kobiet (w składzie: Katarzyna Boruch, Marta Wieliczko, Agnieszka Kobus-Zawojska i Katarzyna Zillmann) oraz dwójka mieszana paraolimpijczyków (w składzie: Jolanta Majka i Michał Gadowski)[529].
- 11 października – 74. finał koszykarskiej ligi NBA w Bay Lake, w stanie Floryda. Po raz siedemnasty w historii po tytuł sięgnęli zawodnicy Los Angeles Lakers, którzy w zmaganiach do czterech zwycięstw pokonali koszykarzy Miami Heat 4:2. MVP turnieju został urodzony w stanie Ohio LeBron James[530].
- 18 października:
  - zakończył się 33. sezon Mistrzostw Świata Superbike’ów. Po raz szósty z rzędu tytuł mistrzowski wywalczył reprezentant Irlandii Północnej Jonathan Rea. Jego team, japońska stajnia fabryczna Kawasaki, sięgnął po raz siódmy w historii po tytuł mistrzowski w klasyfikacji konstruktorów[531].
  - zakończył się 24. sezon Mistrzostw Świata Supersportów. W klasyfikacji generalnej mistrzostw najlepszy okazał się Włoch Andrea Locatelli. Japońska Yamaha zwyciężyła w klasyfikacji konstruktorów[532].
  - zakończył się 4. sezon Mistrzostw Świata Supersportów 300. Mistrzostwo wywalczył Holender Jeffrey Buis. Wśród konstruktorów najlepsze okazało się japońskie Kawasaki[533].
- 3–25 października – 103. edycja kolarskiego wyścigu Giro d’Italia. Zwycięstwo odniósł Tao Geoghegan Hart z ekipy Ineos Grenadiers. Brytyjczyk został także najlepszym młodzieżowcem. Jego drużyna natomiast zwyciężyła w rywalizacji zespołowej. W klasyfikacji punktowej triumfował Francuz Arnaud Démare (Groupama-FDJ), w górskiej Portugalczyk Roger Guerreiro (EF Pro Cycling), natomiast w sprinterskiej Szwajcar Simon Pellaud (Androni Giocattoli-Sidermec). Najaaktywniejszym zawodnikiem touru został Belg Thomas De Gendt (Lotto-Souda), natomiast tytuł „Breakway” otrzymał Włoch Mattia Bais (Androni Giocattoli-Sidermec)[534].

### Listopad
- 8 listopada – wystartowała IX edycja regat Vendée Globe[535].

## Zdarzenia astronomiczne

### Styczeń
- 1 stycznia − koniunkcja Księżyca 3,9°S z Neptunem (01:15)
- 2 stycznia – apogeum Księżyca (404 587 km) (02:30)
- 3 stycznia – pierwsza kwadra Księżyca (05:45)
- 4 stycznia:
  - maksimum akrywności roju meteorów Kwadrantydy (09:20)
  - koniunkcja Księżyca 4,3°S z Uranem (22:31)
- 5 stycznia – Ziemia w peryhelium, 147,091 mln km Słońca; (0,98324 au) (08:48)
- 7 stycznia – zbliżenie Księżyca do Aldebarana (ok. 2,5°)
- 10 stycznia:
  - Księżyc w węźle wstępującym, λ = 98°10′ (00:29)
  - maksymalna deklinacja Księżyca, δ = +23°°13′ (07:03)
  - koniunkcja górna Merkurego ze Słońcem (1,9°S) (16:20)
  - półcieniowe zaćmienie Księżyca (max. 20:10) (widoczne w całości w Polsce)
  - pełnia Księżyca (20:21)
- 11 stycznia – Uran powraca do ruchu prostego w długości ekliptycznej (02:40)
- 13 stycznia:
  - koniunkcja Saturna ze Słońcem (0,04°N) (16:15)
  - perygeum Księżyca (365 964,5 km od Ziemi) (21:21)
- 17 stycznia – ostatnia kwadra Księżyca (13:58)
- 20 stycznia:
  - Słońce wkracza do gwiazdozbioru Koziorożca (07:55)
  - koniunkcja Księżyca 2,2°N z Jowiszem (20:46)
- 22 stycznia − Księżyc w węźle zstępującym, λ = 278°07′ (21:32)
- 23 stycznia:
  - bliska koniunkcja księżyca 21′S z Jowiszem (03:45)
  - maksymalna deklinacja Księżyca, δ = -23°14′ (04:36)
- 24 stycznia:
  - koniunkcja Księżyca 1,5°S z Saturnem (03:08)
  - nów Księżyca (22:42)
- 25 stycznia − koniunkcja Księżyca 1,3°S z Merkurym (20:06)
- 27 stycznia − bliska koniunkcja Wenus 4,5′S z Neptunem (21:03)
- 28 stycznia:
  - koniunkcja Księżyca 3,9°S z Neptunem (10:34)
  - koniunkcja Księżyca z Wenus (12:22)
- 29 stycznia − apogeum Księżyca (405 399,4 km od Ziemi) (22:27)

### Luty
- 2 lutego − pierwsza kwadra Księżyca (02:42)
- 6 lutego:
  - Księżyc w węźle wstępującym, λ = 97°36′ (09:59)
  - maksymalna deklinacja Księżyca, δ = +23°16′ (17:09)
- 9 lutego − pełnia Księżyca (08:33)
- 10 lutego:
  - maksymalna elongacja Merkurego, 18,2°E od Słońca (12:58)
  - perygeum Księżyca (360 467,0 km od Ziemi) (21:28)
- 15 lutego − ostatnia kwadra Księżyca (23:17)
- 17 lutego:
  - Słońce wkracza do gwiazdozbioru Wodnika (00:40)
  - Merkury rozopczyna ruch wsteczny w długości ekliptycznej (01:20)
- 18 lutego − bliska koniunkcja 24% księżyca 46′N z Marsem (14:16)
- 19 lutego:
  - Księżyc w węźle zstępującym, λ = 276°59′ (01:12)
  - maksymalna deklinacja Księżyca, δ = -23°19′ (09:54)
  - bliska koniunkcja 14% Księżyca 55′S z Jowiszem (20:50)
- 20 lutego − koniunkcja 9% Księżyca 1,8°S z Saturnem (15:18)
- 23 lutego − nów Księżyca (16:32)
- 24 lutego:
  - koniunkcja Księżyca 8,8°N z Merkurym (01:43)
  - koniunkcja Księżyca 3,8°S z Neptunem (19:26)
- 26 lutego:
  - koniunkcja dolna Merkurego ze Słońcem (3,7°N) (02:45)
  - apogeum Księżyca (406 285,0 km od Ziemi) (12:34)
- 27 lutego − koniunkcja Księżyca 5,8°S z Wenus (18:00)
- 28 lutego − koniunkcja Księżyca 4,0°S z Uranem (15:50)

### Marzec
- 2 marca − pierwsza kwadra Księżyca (20:57)
- 4 marca − Księżyc w węźle wstępującym, λ = 95°31′ (15:59)
- 5 marca − maksymalna deklinacja Księżyca, δ = +23°27′ (02:34)
- 8 marca:
  - koniunkcja Neptuna ze Słońcem (1,0°S) (13:22)
  - koniunkcja Wenus 22°N z Uranem (20:38)
- 9 marca − pełnia Księżyca (18:48)
- 10 marca:
  - Merkury powraca do ruchu prostego w długości ekliptycznej (04:20)
  - najbliższe w roku perygeum Księżyca, (357 127,7 km) (07:30)
- 12 marca − Słonce wkracza do gwiazdozbiorgu Ryb (02:08)
- 14 marca − opozycja planetoidy (27) Euterpe, 1,24 au od Ziemi (18:50)
- 16 marca − ostatnia kwadra Księżyca (10:34)
- 17 marca:
  - Księżyc w węźle zstępującym, λ = 274°22′ (02:00)
  - maksymalna deklinacja Księżyca, δ = -23°32′ (15:01)
- 18 marca:
  - bliska koniunkcja Księżyca 0,7°S z Marsem (09:32)
  - koniunkcja Księżyca 2,1 z Jowiszem (11:47)
- 19 marca − koniunkcja Księżyca 2,1°S z Saturnem (01:48)
- 20 marca − bliska koniunkcja Marsa 0,7°S z Jowiszem (12:35)
- 21 marca − koniunkcja Księżyca 3,4°S z Merkurym (21:39)
- 23 marca:
  - koniunkcja Księżyca 3,8°S z Neptunem (03:38)
  - maksymalna elongacja Merkurego, 27,8°W od Słońca (23:57)
- 24 marca:
  - maksymalna elongacja Wenus , 46,1°E od Słońca (23:13)
  - nów Księżyca (10:28)
  - najdalsze w roku apogeum Księżyca, 406 698,5 km (16:23)
- 27 marca − koniunkcja Księżyca 3,8°S z Uranem (00:29)
- 28 marca − koniunkcja Księżyca 6,5°S z Wenus (15:20)
- 29 marca:
  - zmiana czasu na letni, wschodnioeuropejski (CEST) (02:00)
  - zakrycie 3,5° eta Tauri przez Księżyc; (21:35) odkrycie (22:37)
- 31 marca:
  - Księżyc w węźle wstępującym, λ = 92°27′ (18:52)
  - bliska koniunkcja Marsa 0,9°S z Saturnem (20:31)

### Kwiecień
- 1 kwietnia:
  - maksymalna deklinacja Księżyca, δ = +23°42′ (11:13)
  - pierwsza kwadra Księżyca (12:21)
- 2 kwietnia − opozycja planetoidy (3) Juno 2,06 au od Ziemi (21:48)
- 3 kwietnia − Wenus na tle gromady otwartej Plejady (M45) (−)
- 4 kwietnia − opozycja planetoidy (6) Hebe, 1,95 au od Ziemi (09:14)
- 7 kwietnia − najbliższe w roku perygeum Księżyca, 356 912,4 km (20:09)[536] (Superksiężyc, „różowy Księżyc”[537])
- 8 kwietnia − pełnia Księżyca (04:35)
- 13 kwietnia:
  - Księżyc w węźle zstępującym, λ = 271°20′ (04:59)
  - maksymalna deklinacja, δ = -23°49′ (23:00)
- 15 kwietnia:
  - ostatnia kwadra Księżyca (00:56)
  - koniunkcja 2,0°S z Jowiszem (01:47)
  - koniunkcja Księżyca 2,4°S Saturnem (12:21)
- 16 kwietnia − koniunkcja Księżyca 2,0°S z Marsem (07:42)
- 18 kwietnia − Słońce wkracza do gwiazdozbioru Barana (15:14)
- 19 kwietnia − koniunkcja Księżyca z 39°S z Neptunem (12:32)
- 20 kwietnia − apogeum Księżyca (406 469,0 km od Ziemi) (21:00)
- 21 kwietnia − koniunkcja Księżyca 2,8°S z Merkurym (22:06)
- 22 kwietnia − maksimum aktywności roju meteorów Lirydy (~09:00)
- 23 kwietnia:
  - nów Księżyca (04:26)
  - koniunkcja Księżyca 3,7°S z Uranem (10:28)
  - opozycja planetoidy (40) Harmonia, 1,36 au od Ziemi (11:06)
- 26 kwietnia:
  - koniunkcja Uranu ze Słońcem 27′S (11:01)
  - koniunkcja Księżyca 6,0°S z Wenus (18:39)
- 27 kwietnia − Księżyc w węźle wstępującym, λ = 89°57′ (19:54)
- 28 kwietnia − maksymalna deklinacja Księżyca, δ = +23°57′ (17:22)
- 30 kwietnia − pierwsza kwadra księżyca (22:38)

### Maj
- 4 maja − koniunkcja górna Merkurego ze Słońcem (7′S) (23;42)
- 5 maja − maksymalna aktywność roju meteorów Eta Akwarydy (ZHR = 50) (~23:00)
- 6 maja − perygeum Księżyca (359 659,7 km od Ziemi) (05:03)
- 7 maja − pełnia Księżyca (12:45)
- 10 maja − Księżyc w węźle zstępującym, λ = 269°22′ (11:02)
- 11 maja:
  - Saturn rozpoczyna ruch wsteczny w długości ekliptycznej (05:50)
  - maksymalna deklinacja Księżyca, δ = 24°00′ (08:15)
- 12 maja:
  - koniunkcja Księżyca 2,2°S z Jowiszem (12:30)
  - koniunkcja Księżyca 2,7°S z Saturnem (21:18)
- 13 maja − Wenus rozpoczyna ruch wsteczny w długości ekliptycznej (08:20)
- 14 maja:
  - Słońce wstępuje do gwiazdozbioru Byka (02:41)
  - ostatnia kwadra Księżyca (16:03)
  - Jowisz rozpoczyna ruch wsteczny w długości ekliptycznej (16:10)
- 15 maja − koniunkcja Księżyca 2,6°S z Marsem (06:06)
- 16 maja − koniunkcja Księżyca 4,1°S z Neptunem (20:34)
- 18 maja − apogeum Księżyca (405 590,0 km od Ziemi) (09:45)
- 20 maja − koniunkcja Księżyca 3,6°S z Uranem (20:07)
- 22 maja:
  - bliska koniunkcja Wenus 0,9°N z Merkurym (10:43)
  - nów Księżyca (19:39)
- 24 maja:
  - koniunkcja Księżyca 3,6°S z Wenus (05:15)
  - koniunkcja Księżyca 2,7°S z Merkurym (13:09)
- 25 maja:
  - opozycja planetoidy (42) Isis, 1,21 au od Ziemi (08:38)
  - maksymalna deklinacja Księżyca, δ = +24°03′ (23:13)
- 30 maja − pierwsza kwadra Księżyca (05:30)
- 31 maja − peryhelium komety długookresowej C/2019 Y4 (ATLAS) (02:22)

### Czerwiec
- 3 czerwca:
  - perygeum Księżyca (364 371,7 km od Ziemi) (05:39)
  - koniunkcja dolna Wenus ze Słońcem (05,°S) (19:44)
- 4 czerwca − maksymalna elongacja Merkurego, 23,6°S od Słońca (19:44)
- 5 czerwca − pełnia Księżyca (21:12)
- 6 czerwca − Księżyc w węźle zstępującym, λ = 268°48′ (20:10)
- 7 czerwca − maksymalna deklinacja Księżyca, δ = -24°04′ (18:23)
- 8 czerwca − koniunkcja Księżyca 2,2°S z Jowiszem (20:05)
- 9 czerwca − koniunkcja Księżyca 2,7°S z Saturnem (05:17)
- 13 czerwca:
  - koniunkcja Księżyca 2,6°S z Marsem (04:13)
  - koniunkcja Księżyca 4,1°S z Neptunem (04:51)
  - ostatnia kwadra Księżyca (08:24)
  - koniunkcja Marsa z 1,6°S z Neptunem (16:17)
- 15 czerwca − apogeum Księżyca (404 601,8 km od Ziemi) (02:57)
- 17 czerwca − koniunkcja Księżyca z Uranem (06:15)
- 18 czerwca − Merkury rozpoczyna ruch wsteczny w długości ekliptycznej (06:40)
- 19 czerwca:
  - dzienne zakrycie Wenus przez Księżyc, (10:12); odkrycie (10:58)
  - bliska koniunkcja Księżyca 0,7°N z Wenus (10:40)
- 20 czerwca − początek astronomicznego lata (23:44)
- 21 czerwca:
  - obrączkowe zaćmienie Słońca, Afryka śr., Indie płn., Tybet, Chiny, Pacyfik zach.
  - Księżyc w węźle wstępującym, λ = 88°51′ (06:24)
  - Słońce wstępuje do gwiazdozbioru Bliźniąt (10:11)
- 22 czerwca:
  - maksymalna deklinacja Księżyca, δ = +24°04′ (05:55)
  - koniunkcja Księżyca 3,0°S z Merkurym (10:01)
- 23 czerwca − Neptun rozpoczyna ruch wsteczny w długości ekliptycznej (05:40)
- 25 czerwca − Wenus powraca do ruchu prostego w długości ekliptycznej (08:20)
- 28 czerwca:
  - maksymalna aktywność roju meteorów Czerwcowe Bootydy (ZHR ≤100) (~00:00)
  - opozycja planetoidy (7) Iris, 1,62 au od Ziemi (03:35)
  - pierwsza kwadra Księżyca (10:16)
- 30 czerwca − perygeum Księżyca (368 964,1 km od Ziemi) (04:13)

### Lipiec
- 1 lipca − koniunkcja dolna Merkurego ze Słońcem (4,4°S) (04:53)
- 2 lipca − opozycja planetoidy (532) Herculina, 1,73 au od Ziemi (15;31)
- 4 lipca:
  - Księżyc w węźle zstępującym, λ = 268°51′ (05:18)
  - Ziemia w aphelium, 152,095 mln km od Słońca (13;35)
- 5 lipca:
  - maksymalna deklinacja Księżyca, δ = −24°4′ (03:35)
  - maksymalne półcieniowe zaćmienie Księżyca; w Polsce niewidoczne (04;31)
  - pełnia Księżyca (06:44)
- 6 lipca:
  - koniunkcja Księżyca 1,9°S z Jowiszem (00:13)
  - koniunkcja Księżyca 2,5°S z Saturnem (11:35)
- 10 lipca − koniunkcja Księżyca 4,1°S z Neptunem (12:57)
- 11 lipca − koniunkcja Księżyca 1,8°S z Marsem (23:16)
- 12 lipca:
  - Merkury powraca do ruchu prostego w długości ekliptycznej (10;10)
  - apogeum Księżyca (404 206,0 km od Ziemi) (21:27)
- 13 lipca − ostatnia kwadra Księżyca (01:29)
- 14 lipca:
  - Jowisz w opozycji do Słońca, 4,140 au od Ziemi (09:59)
  - koniunkcja Księżyca 3,5°S z Uranem (16:14)
- 15 lipca − opozycja planetoidy (129) Antigone, 1,38 au od Ziemi (19:50)
- 17 lipca − koniunkcja Księżyca 3,1°N z Wenus (08:40)
- 18 lipca − Księżyc w węźle wstępującym, λ = 88°43′ (14:33)
- 19 lipca:
  - koniunkcja Księżyca 3,9°S z Merkurym (06:19)
  - maksymalna deklinacja Księżyca, δ = +24°04′ (13:52)
- 20 lipca:
  - Słońce wkracza do gwiazdozbioru Raka (15:02)
  - nów Księżyca (19:33)
- 21 lipca − Saturn w opozycji do Słońca, 8,995 au od Ziemi (00:28)
- 23 lipca − maksymalna elongacja Merkurego, 20,1° W od Słońca (00:33)
- 25 lipca − perygeum Księżyca (368 367,3 km od Ziemi) (07:02)
- 27 lipca − pierwsza kwadra Księżyca (14:33)
- 29 lipca − maksymalna aktywność roju meteorów Południowe delta Akwarydy (ZHR = 110) (−)
- 31 lipca − Księżyc w węźle zstępującym, λ = 268°20′ (11:32)

### Sierpień
- 1 sierpnia − maksymalna deklinacja Księżyca, δ = -24°05′ (10:44)
- 2 sierpnia:
  - koniunkcja Księżyca 1,5°S Z Jowiszem (01:55)
  - koniunkcja Księżyca 2,3°S z Saturnem (15:59)
- 3 sierpnia − pełnia Księżyca (17:59)
- 6 sierpnia − koniunkcja Księżyca 4,0°S z Neptunem (20:12)
- 9 sierpnia:
  - bliska koniunkcja Księżyca 41′S z Marsem (10:35)
  - apogeum Księżyca (405 590,0 km) od Ziemi (15:50)
- 10 sierpnia − Słońce wkracza do gwiazdozbioru Lwa (14:09)
- 11 sierpnia:
  - koniunkcja Księżyca 4,2°S Uranem (00:23)
  - ostatnia kwadra Księżyca (18:45)
- 12 sierpnia − maksymalna aktywność roju meteorów Perseidy (ZHR = 110) (~16:30)
- 13 sierpnia − maksymalna elongacja Wenus, λ = 45,8° W od Słońca (15:18)
- 14 sierpnia − Księżyc w węźle wstępującym, λ = 88°53′ (21;23)
- 15 sierpnia:
  - Uran rozpoczyna ruch wsteczny w długości ekliptycznej (15:40)
  - koniunkcja Księżyca z 3,3°N z Wenus ((16:32)
  - maksymalna deklinacja Księżyca, δ = +24°09′ (16:32)
- 17 sierpnia − koniunkcja górna Merkurego ze Słońcem (1,8°N) (17:07)
- 19 sierpnia:
  - nów Księżyca (04:42)
  - koniunkcja Księżyca 2,1°N z Merkurym (06:01)
- 21 sierpnia − perygeum Księżyca (359 659,7 km od Ziemi) (12:57)
- 25 sierpnia:
  - pierwsza kwadra Księżyca (19:58)
  - zakrycie 2,6° beta Scorpii przez Księżyc (20;36); odkrycie 21:45
- 27 sierpnia − Księżyc w węźle zstępującym, λ = 269°22′ (13:52)
- 28 sierpnia:
  - maksymalna deklinacja Księżyca, δ = -24°13′ (16:04)
  - opozycja planetoidy (20) Massalia, 1,58 au od Ziemi (22:48)

### Wrzesień
- 2 września − pełnia Księżyca (07:22)
- 3 września − koniunkcja Księżyca 3,9°S z Neptunem (02:09)
- 6 września:
  - bardzo bliska koniunkcja Księżyca 0,03°S z Marsem (06:45)
  - apogeum Księżyca (405 613,5 km od Ziemi) (08:29)
- 7 września − koniunkcja Księżyca 3,1°S z Uranem (08:00)
- 9 września − Mars rozpoczyna ruch wsteczny w długości ekliptycznej (23:50)
- 10 września − ostatnia kwadra Księżyca (11:26)
- 11 września:
  - Księżyc w węźle wstępującym, λ = 85°10′ (01;06)
  - opozycja planetoidy (19) Fortuna, 1,14 au od Ziemi (09:03)
  - Neptun w opozycji do Słońca, 28,922 au od Ziemi (22:26)
- 12 września − maksymalna deklinacja Księżyca, δ = +24°21′ (07:23)
- 13 września − Jowisz powraca do ruchu prostego w długości ekliptycznej (02:20)
- 14 września − koniunkcja Księżyca 4,4°N z Wenus na tle Praesepe (08:53)
- 16 września − Słońce wkracza do gwiazdozbioru Panny (15:20)
- 17 września − nów Księżyca (13:00)
- 18 września − perygeum Księżyca (359 087,8 km od Ziemi) (15:48)
- 19 września − koniunkcja Księżyca 5,9°N z Merkurym (04:08)
- 23 września − Księżyc w węźle zstępującym, λ = 263°56′ (14:33)
- 24 września:
  - pierwsza kwadra Księżyca (03:55)
  - maksymalna deklinacja Księżyca, δ = -24°28′(21:11)
- 25 września:
  - koniunkcja Księżyca 1,6°S z Jowiszem (09:11)
  - koniunkcja Księżyca z 2,3°s z Saturnem (23:26)
- 29 września − Saturn powraca do ruchu prostego w długości ekliptycznej (06:40)
- 30 września:
  - opozycja planetoidy (68) Leto, 1,29 au od Ziemi (03:52)
  - koniunkcja Księżyca 3,9° z Neptunem (07:00)

### Październik
- 1 października:
  - maksymalna elongacja Merkurego, 25,8°E od Słońca (20;20)
  - pełnia Księżyca (23:05)
- 3 października:
  - zbliżenie Wenus na 5,2′S do Regulusa (01:07)
  - bliska koniunkcja Księżyca 0,65°S z Marsem (05:57)
  - apogeum Księżyca (406 328,2 km od Ziemi) (19:22)
- 4 października − koniunkcja Księżyca 2,9°S z Uranem (12:59)
- 8 października:
  - Księżyc w węźle wstępującym, λ = 82°14′ (02;30)
  - maksymalna aktywność roju meteorów Drakonidy (ZHR = 10) (14:30)
- 9 października − maksymalna deklinacja Księżyca, δ = +24°37′ (15:05)
- 10 października:
  - ostatnia kwadra Księżyca (02:40)
  - maksymalna aktywność roju meteorów Południowe Taurydy (−)
- 14 października:
  - Mars w opozycji do Słońca, 0,419 au od Ziemi (01:26)
  - Merkury rozpoczyna ruch wsteczny w długości ekliptycznej (02:40)
  - koniunkcja Księżyca 4,1°S z Wenus (04:55)
- 16 października − nów Księżyca (21:31)
- 17 października:
  - perygeum Księżyca (356 917,4 km od Ziemi) (01:41)
  - koniunkcja Księżyca 6,3°N z Merkurym (23:52)
- 20 października − Księżyc w węźle zstępującym,λ = 261°19′ (17:54)
- 21 października:
  - maksymalna aktywność roju Orionidy (ZHR = 20)
  - zakrycie 2,8° Lambda Sagittarii przez Księżyc; (20:38), odkrycie (21:41)
- 22 października:
  - maksymalna deklinacja Księżyca, δ = -24°43′ (04:05)
  - koniunkcja Księżyca 2,0°s z Jowiszem (19:44)
- 23 października:
  - koniunkcja Księżyca 2,6 °S z Saturnem (06:35)
  - pierwsza kwadra Księżyca (15:23)
  - opozycja planetoidy (11) Parthenope, 1,36 au od Ziemi (16:31)
- 25 października:
  - zmiana czasu z letniego CEST na zimowy: 02;00 CST
  - koniunkcja dolna Merkurego ze Słońcem (0,9°S) (19:23)
- 27 października − koniunkcja Księżyca 4,0°S z Neptunem (10:40)
- 29 października − koniunkcja Księżyca 2,8°S z Marsem (19:33)
- 30 października − apogeum Księżyca (406 401,0 km od Ziemi) (19:46)
- 31 października:
  - Słońce wkracza do gwiazdozbioru Wagi (03:36)
  - pełnia Księżyca (15:49)
  - Uran w opozycji do Słońca, 18,788 au od Ziemi (16:53)

### Listopad
- 1 listopada − opozycja planetoidy (8) Flora, 0,88 au od Ziemi (07:32)
- 3 listopada − Merkury powraca do ruchu prostego w długości ekliptycznej (18:20)
- 4 listopada − Księżyc w węźle wstępującym, λ = 80°20′ (03:40)
- 5 listopada − maksymalna deklinacja Księżyca, δ = +24°49′ (20:30)
- 8 listopada − ostatnia kwadra Księżyca (14:46)
- 10 listopada − maksymalna elongacja Merkurego, 19,1° W od Słońca (17:54)
- 13 listopada:
  - koniunkcja Księżyca 2,8°N z Wenus (00:31)
  - koniunkcja Księżyca 1,6°N z Merkurym (22:34)
- 14 listopada:
  - Mars powraca do ruchu prostego w długości ekliptycznej (01:10)
  - perygeum Księżyca (357 842,7 km od Ziemi) (12:43)
- 15 listopada − nów Księżyca (06:07)
- 17 listopada:
  - Księżyc w węźle zstępującym, λ = 260°03′ (01:07)
  - maksimum aktywności roju Leonidów (ZHR = 10−20) (12:00)
- 18 listopada − maksymalna deklinacja Księżyca, δ = −24°51′ (12:33)
- 19 listopada:
  - koniunkcja Księżyca 2,5°S z Jowiszem (10:43)
  - koniunkcja Księżyca 2,8° z Saturnem (16:51)
- 22 listopada − pierwsza kwadra Księżyca (05:45)
- 23 listopada:
  - Słońce wkracza w granice gwiazdozbioru Skorpiona (05:28)
  - koniunkcja Księżyca 4,2°S z Neptunem (16:31)
- 26 listopada − koniunkcja Księżyca 4,5°S z Marsem (00:40)
- 27 listopada:
  - apogeum Księżyca (405 900,6 km od Ziemi) (01:29)
  - koniunkcja Księżyca 3,1°S z Uranem (20:11)
- 29 listopada:
  - Neptun powraca do ruchu prostego w długości ekliptycznej (00:40)
  - Słońce wkracza w granice gwiazdozbioru Wężownika (17:34)
- 30 listopada:
  - maksymalne półcieniowe zaćmienie Księżyca (niewidoczne w Polsce) (09:44)
  - pełnia Księżyca (10:30)

### Grudzień
- 1 grudnia − Księżyc w węźle wstępującym, λ = 79°54′ (08:46)
- 3 grudnia − maksymalna deklinacja Księżyca, δ = +24°53′ (02:23)
- 7 grudnia − opozycja planetoidy (16) Psyche, 1,69 au od Ziemi (20:47)
- 8 grudnia − ostatnia kwadra Księżyca (01;37)
- 12 grudnia:
  - perygeum Księżyca (361 778,7 km od Ziemi) (21:42)
  - bliska koniunkcja Księżyca 0,75°N z Wenus (21:59)
- 14 grudnia:
  - maksymalna aktywność roju Geminidów
  - bliska koniunkcja Księżyca 0,95°N z Merkurym (11:42)
  - Księżyc w węźle zstępującym, λ = 259°57′ (12:03)
  - maksymalne całkowite zaćmienie Słońca, Pacyfik śr., Ameryka Płd., Atlantyk płd. (16:15)
  - nów Księżyca (17:17)
- 15 grudnia − maksymalna deklinacja Księżyca, δ = -24°53′ (23:25)
- 17 grudnia:
  - koniunkcja Księżyca 2,9°S z Jowiszem (06:34)
  - koniunkcja Księżyca 3,0°S z Saturnem (07:28)
- 18 grudnia − Słońce wkracza do gwiazdozbioru Strzelca (01:02)
- 21 grudnia:
  - koniunkcja Księżyca 4,2°S z Neptunem (00:34)
  - bardzo bliska koniunkcja Jowisza 0,1°S z Saturnem (19;15)
- 22 grudnia:
  - pierwsza kwadra Księżyca (00:41)
  - maksimum aktywności roju meteorów Ursydy ZHR =10 (10:00)
- 24 grudnia:
  - apogeum Księżyca (405 018,3 km od Ziemi) (17:31)
  - koniunkcja Księżyca 5,1°S z Marsem (23:51)
- 25 grudnia − koniunkcja Księżyca 3,2°s z Uranem (01:56)
- 28 grudnia − Księżyc w węźle wstępującym, λ = 79° (16:02)
- 30 grudnia:
  - pełnia Księżyca (04:28)
  - maksymalna deklinacja Księżyca, δ = +24°52′ (08:54)

## Urodzili się
- 19 marca – Jigme Ugyen Wangchuck, bhutański książę
- 10 maja – Karol, książę Luksemburga

## Nagrody Nobla
- z medycyny i fizjologii – Harvey Alter, Michael Houghton, Charles M. Rice
- z fizyki – Roger Penrose, Reinhard Genzel, Andrea Ghez
- z chemii – Emmanuelle Charpentier, Jennifer A. Doudna[538]
- z literatury – Louise Glück
- pokojowa – Światowy Program Żywnościowy
- z ekonomii – Paul R. Milgrom, Robert B. Wilson

## Święta ruchome
- Tłusty czwartek: 20 lutego
- Ostatki: 25 lutego
- Popielec: 26 lutego
- Niedziela Palmowa: 5 kwietnia
- Pamiątka Śmierci Jezusa Chrystusa 7 kwietnia
- Wielki Czwartek: 9 kwietnia
- Wielki Piątek: 10 kwietnia
- Wielka Sobota: 11 kwietnia
- Wielkanoc: 12 kwietnia
- Poniedziałek Wielkanocny: 13 kwietnia
- Wniebowstąpienie Pańskie: 21 maja
- Zesłanie Ducha Świętego: 31 maja
- Boże Ciało: 11 czerwca